# أمريكا اللاتينية
أمريكا اللاتينية (بالإسبانية: América Latina أو Latinoamérica؛ بالبرتغالية: América Latina) هي منطقة موجودة في الأمريكتين التي تستخدم فيها في المقام الأول  اللغات الرومانسية (أي، التي اشتقت من اللغة اللاتينية) - خصوصًا الإسبانية والبرتغالية، والفرنسية بنسب مختلفة - وتقدر مساحتها بـ20,111,457 كم²؛ أي ما يقرب من 3.9% من سطح الأرض أو 14.1% من مساحة أراضيها، ويقدر عدد سكانها في عام 2021 على ما يزيد من 650 مليون نسمة والناتج المحلي الإجمالي المشتركة لها 516 ترليون دولار أمريكي (627 ترليون في معادلة القدرة الشرائية).

## أصل الكلمة والمعاني
إن فكرة الجزء من الأمريكتين لها ثقافة تقارب الثقافات الرومانسية يمكن تعود إلى زمن الثلاثينات من القرن الماضي، ولا سيما في كتابة الفرنسيين سانت-سيمونيان وميشال شوفالييه، الذين افترضوا أن هذا الجزء من الأمريكتين مسكون من شعب «العرق اللاتيني»، وبالتالي، يمكن أن تتحالف مع «أوروبا اللاتينية [الإنجليزية]» في الصراع مع «أوروبا التوتونية»، «أمريكا الانغلوساكسونية» و«أوروبا السلافية». أخذت الفكرة في وقت لاحق من قبل مثقفين من أمريكا اللاتينية وزعماء سياسيين في منتصف وأواخر القرن 19، الذين لم يعد ينظرون إلى إسبانيا أو البرتغال كنماذج ثقافية، وإنما لفرنسا. تم استخدام المصطلح في باريس في مؤتمر 1856 من قبل السياسي التشيلي فرانسيسكو بلباو ، وفي العام نفسه من قبل الكاتب الكولومبي خوسيه ماريا توريس كايسيدو في قصيدته «أميركيتين». وتم تأييد مصطلح أمريكا اللاتينية من قبل الإمبراطور الفرنسي نابليون الثالث خلال الغزو الفرنسي للمكسيك، باعتبارها وسيلة لتدرج فرنسا بين الدول ذات النفوذ في أمريكا واستبعاد البلدان الناطقة باللغة الإنجليزية، ولعب دورا في حملته للتعبير عن القرابة الثقافية للمنطقة مع فرنسا، وتحويل فرنسا إلى أن تكون قائدة في الثقافة والسياسة للمنطقة، وتثبيت ماكسيميليان هابسبورغ كإمبراطور للإمبراطورية المكسيكية الثانية.
ومع ذلك، فإنه غير صحيح على الإطلاق استخدام كلمة «لاتيني» للإشارة إلى أمريكا اللاتينية، وهذا المسمى مأخوذ من المنطقة الإيطالية الأصلية التي كانت تسمى (لاتيوم) في وقت روما القديمة. بعد ذلك، أثار هذا اهتمام فرنسا، وساعد انتشارها إلى أي متكلم للغة مشتقة من اللاتينية، ويشار إليها باللغات الرومانسية (المشتقة من لاتينية الرومان)، كالإيطالية، الفرنسية، الإسبانية، البرتغالية، الغاليسية، الأستورية، الكتالانية..الخ. هذه اللغات الرومانسية (أو اللاتينية، مع التسمية الفرنسية الجديدة).
في الاستخدام المعاصر:
- في أحد معانيها، تشير أمريكا اللاتينية إلى الأراضي في الأمريكتين التي تسود فيها اللغات الإسبانية والبرتغالية مثل:المكسيك، ومعظم أمريكا الوسطى والجنوبية، وفي الكاريبي، كوبا، جمهورية الدومينيكان، وبورتوريكو - وبشكل مختصر، أمريكا الإسبانية والبرازيل. بالتالي تعرف أمريكا اللاتينية، بجميع أجزاء الأمريكتين التي كانت ذات يوم جزءا من الإمبراطوريات الإسبانية والبرتغالية.[11] وبموجب هذا التعريف، وأمريكا اللاتينية تشترك مع ليبر-أمريكا [الإنجليزية] («أمريكا الايبيرية»).[12]
- في الولايات المتحدة بشكل خاص، يشير هذا المصطلح بشكل واسع لجميع الدول التي تقع جنوب الولايات المتحدة، وتشمل: البلدان الناطقة بالإنجليزية مثل بليز، جامايكا، بربادوس، ترينيداد وتوباغو، غيانا، أنتيغوا وبربودا، سانت لوسيا، دومينيكا، غرينادا، سانت فنسينت والجرينادينز والبهاما؛ الناطقة بالفرنسية هايتي، مارتينيك، جوادلوب وغويانا الفرنسية؛ والناطقة بالهولندية جزر الأنتيل الهولندية، أروبا وسورينام. (تعتبر لغة البابيامينتو -التي يغلب عليها الإيبيرية المستمدة من لغة الكريول - هي التي يتحدث بها غالبية سكان جزر الأنتيل الهولندية وأروبا) وهذا التعريف يركز على التاريخ الاجتماعي الاقتصادي المماثل في المنطقة، التي تميزت بالاستعمار الرسمي أو غير رسمي، بدلاً من النواحي الثقافية. (انظر، على سبيل المثال نظرية التبعية.)[13] وعلى هذا النحو، فإن بعض المصادر تتجنب هذا التبسيط المفرط باستخدام عبارة «أمريكا اللاتينية ومنطقة البحر الكاريبي» بدلا من ذلك، كما هو الحال في تخطيط الأمم المتحدة الجغرافي للأمريكتين [الإنجليزية].[14][15][16]
- في تعريف أكثر دقة، حيث أن البقية مخلصة في الاستخدام الأصلي، فإن أمريكا اللاتينية تعين كل البلدان والأقاليم في الأمريكتين حيث تنطق بها اللغات الرومانسية (أي اللغات المشتقة من اللاتينية، ومن ثم اسم المنطقة): الإسبانية، البرتغالية، الفرنسية ولغات الكريول المبنية على هذه. على الرغم من أن المناطق الأمريكية المتأثر بالفرنسية مثل كيبك، وتعتبر هذه المنطقة نادراً أن تكون جزءا من أمريكا اللاتينية، منذ تاريخها وثقافتها المميزة واقتصادها، والمؤسسات السياسية البريطانية المستوحاة تعتبر عموما مترابطة ترابطا وثيقا مع بقية كندا.[17]

الفرق بين أمريكا اللاتينية وأمريكا الأنجلوية، والتي يمكن تنتقد بشدة فقط على التراث الأوروبي لهذه المناطق (من أجل المركزية الأوربية)، هي الاتفاقية المستندة على اللغات السائدة في الأمريكتين التي تتميز بها ثقافات اللغة الرومانسية والنطق الإنجليزي. المنطقة ليست متجانسة لغويا أو ثقافيا؛ في أجزاء كبيرة من أمريكا اللاتينية (على سبيل المثال، هضبة الإكوادور، بوليفيا، غواتيمالا وباراغواي)، وثقافات الهنود الأمريكيين، وإلى درجة أقل، لغات الهنود الحمر هي الغالبة، والمناطق الأخرى تأثرها بالثقافات الإفريقية قوي (على سبيل المثال، منطقة البحر الكاريبي، بما في ذلك حوض أجزاء من كولومبيا وفنزويلا) والمناطق الساحلية للإكوادور والبرازيل.

## التقسيمات

المناطق الفرعية المشتركة في أمريكا اللاتينية.

تقسيم أمريكا اللاتينية في عدة مناطق فرعية على أساس الجغرافيا، السكان، السياسة والثقافة. المناطق الفرعية الجغرافية الأساسية هي أمريكا الشمالية، أمريكا الوسطى والكاريبي، وأمريكا الجنوبية، والأخيرة تحتوي على مزيد من التقسيمات السياسية والجغرافية مثل المخروط الجنوبي وولايات الأنديز. ويمكن تقسيمها على أسس لغوية إلى أمريكا الإسبانية وأميركا البرتغالية.

## التاريخ

### تاريخ ما قبل كولومبوس

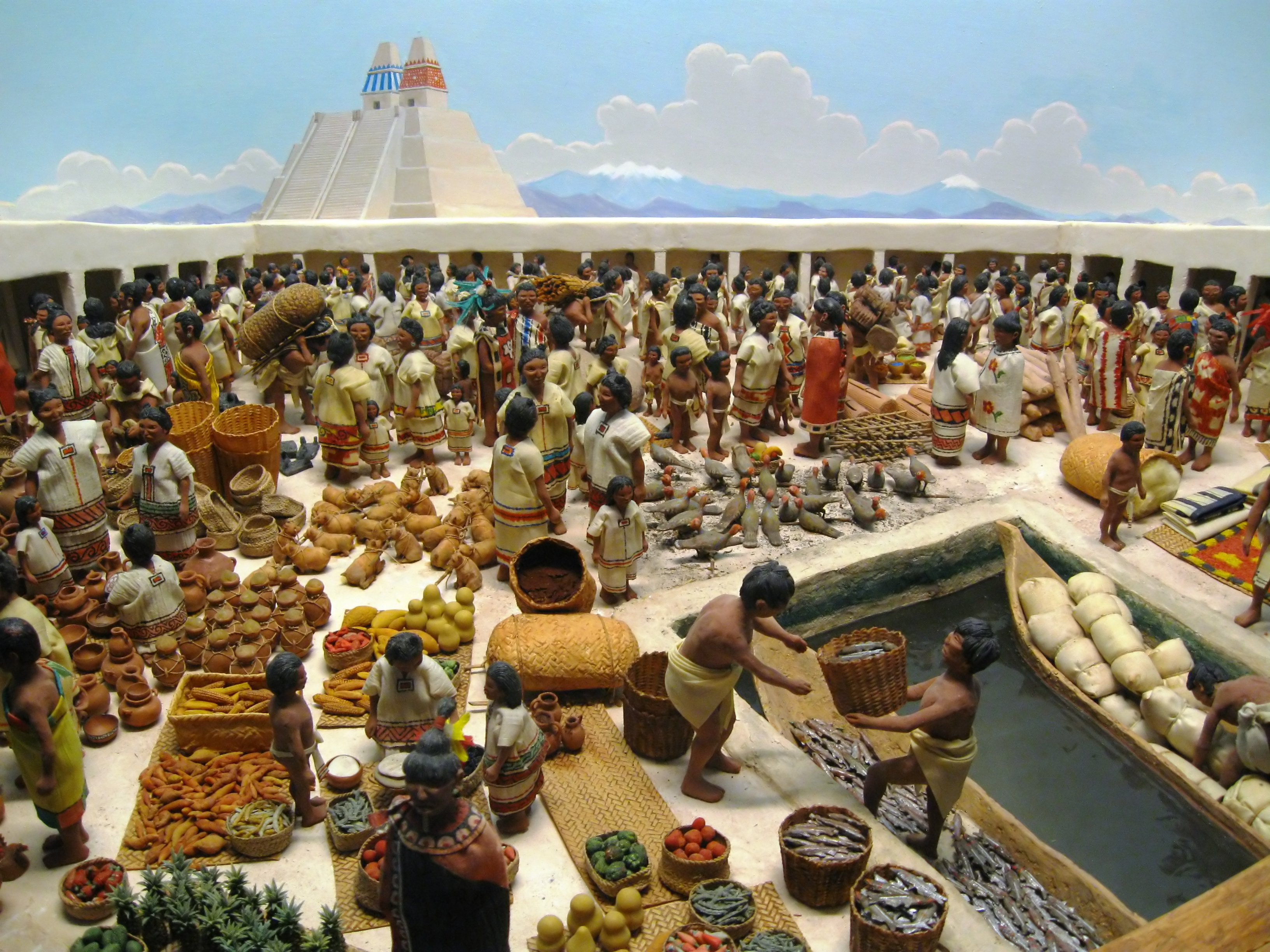
عرض لسوق تلاتيلولكو في المتحف الميداني للتاريخ الطبيعي.

يعتقد أن أول من سكن الأمريكتين هم الأشخاص الذين عبرو جسر بيرنغيا اليابس، الذي يعرف الآن باسم مضيق برينغ، من شمال شرق آسيا إلى ألاسكا قبل أكثر من 10,000 سنة مضت. أقدم استيطان معروف، تم تحديده عند مونت فيردي [الإنجليزية]، بالقرب من بويرتو مونت جنوب تشيلي. وزمن احتلالها تقريبا منذ 14,000 سنة، وهناك بعض الأدلة مختلفين عليها بأن احتلالها في وقت أسبق. وعلى مدى آلاف السنين انتشر الناس في جميع أنحاء القارتين. وبحلول الألفية الأولى بعد الميلاد/قبل الميلاد، كانت غابات أمريكا الجنوبية المطيرة الشاسعة، جبالها، سهولها وسواحلها منازل لعشرات الملايين من الناس. أقدم المستوطنات في الأمريكتين هي حضارة لاس فيغاس  من حوالي 8,000 إلى 4,600 سنة قبل الميلاد، وهي مجموعة مقيمة في ساحل الإكوادور، وأسلاف المعروفة بحضارة فالديفيا من العصر نفسه. شكلت بعض الجماعات المزيد من المستوطنات الدائمة مثل الشيبشا (أو «مويزكاس» أو «مايزكاس») ومجموعات التايرونا [الإنجليزية]. وتقع هذه المجموعات في الدائرة المحيطة بالكاريبي. تعتبر كل من الشيبشا من كولومبيا، الكوتشوا وأيمارا من بوليفيا وبيرو هي المجموعات الثلاث للشعوب الأصلية التي استقرت تقريبا بشكل دائم.

منظر للماتشو بيتشو، وهو موقع ما قبل الكولومبي للإنكا في بيرو. وواحدة من عجائب الدنيا السبع الجديدة.

وكانت المنطقة موطن لكثير من الشعوب الأصلية والحضارات المتقدمة، بما في ذلك الآزتيك، التولتك، الكاريب [الإنجليزية]، التوبي، المايا والإنكا. وبدأ العصر الذهبي للمايا تقريبا عام 250 م، مع آخر حضارتين كبيرتين، الآزتيك والإنكا، التي بدأت تظهر فيما بعد في مطلع القرن الرابع عشر ومنتصف القرن الخامس عشر، على التوالي. وكانت إمبراطورية الازتيك في نهاية المطاف أقوى حضارة عرفت في جميع أنحاء الأمريكتين، حتى سقوطها في جزء من الغزو الإسباني. اكتشفت الحضارات الأميركية وطورت الأدوات الثقافية والتقاويم المتطورة المفيدة للجنس البشري، وطورت النظم المعقدة كالتعديل بالجينات التي ساعدت إنتاج الذرة إلى 75 ٪ من الغذاء. وكذلك التفنن في أعمال الحجر، أنظمة إدارة البيئية للمناطق الجغرافية الواسعة، إنشاء أنظمة ري متقدمة، أنظمة جديدة في الكتابة، الأنظمة السياسية والاجتماعية الجديدة، التعدين المتطور وإنتاج المنسوجات.. إلخ. كما أوجدت بعض الحضارات العجلة، لكنها لم تكن ذا فائدة بسبب وجود الجبال والغابات، واستخدمت لصنع الألعاب. وصلت حضارات أخرى لما قبل كولومبوس على درجة عالية من التطور في بناء المعابد والآثار الدينية، مع الأمثلة الواضحة للمواقع الأثرية لكل من:
| - كارل. - تشافين. - موشي. - باشي كاماك [الإنجليزية]. - تياواناكو. - قوسقو. - ماتشو بيتشو. - نازكا. - وسط الأنديز. | - تيوتيهواكان. - تيمبلو مايور [الإنجليزية] في مكسيكو سيتي. - إل تاجين. - بالينكي. - تولوم. - تيكال. - تشيتشن إيتزا. - مونتي ألبان في أمريكا الوسطى. |

### الاستعمار الأوروبي

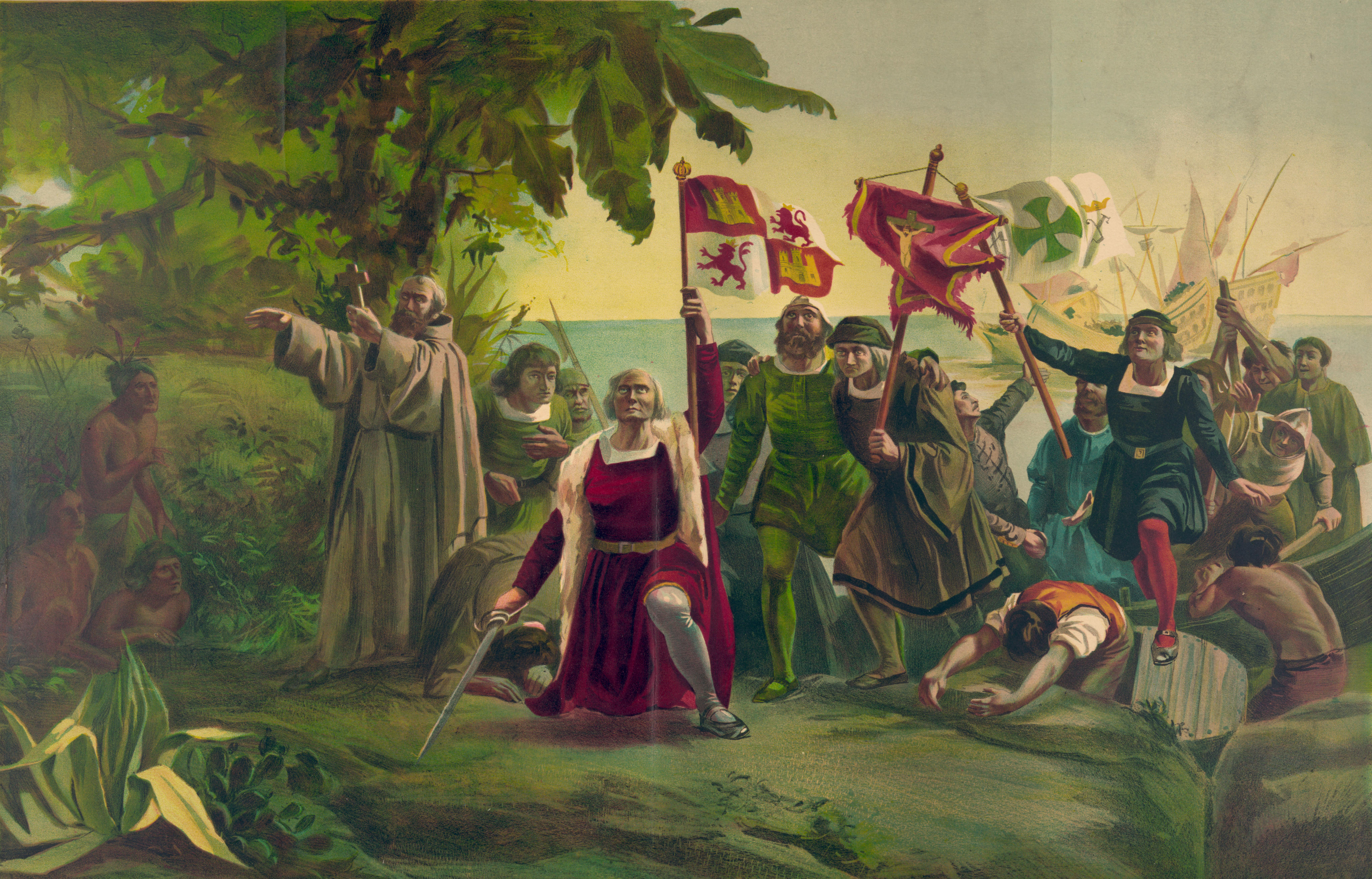
لوحة فنية لوصول كريستوفر كولومبوس لأول مرة إلى أميركا. من قبل الرسام ثيوفيلوس ديسقوروس بويبلا تولين.عام 1862.

بدأ الاستعمار الأوروبي لأمريكا في أواخر القرن الخامس عشر بعد وصول كريستوفر كولومبوس عام 1492 تحت رعاية تاج قشتالة. ومن هناك غزت الإمبراطوريات الإسبانية، البرتغالية، البريطانية، الفرنسية وهولند واستعمروا بعض المناطق واستعبوا السكان الذين عاشوا في القارة. مع وصول الأوروبيين، فقد النخبة من السكان الأصليين، للأنكا والأزتيك، القدرة بسبب الغزو الأوروبي الثقيل. وسيطرت قوات هيرناندو كورتيس على نخبة الازتيك بمساعدة جماعات محلية كانت تعارض تلك النخبة، وقد تخلص فرانسيسكو بيسارو من حكم الإنكا في غرب أمريكا الجنوبية. وبالتالي استعمرت القوى الأوروبية من الأسبان والبرتغال تلك المنطقة، والتي لم تستعمر من قبل، وقسمت إلى مناطق تحت الحكم الإسباني والبرتغالي تفصلها حدو رسمت عام 1493 في معاهدة توردسيلاس، التي أعطت إسبانيا جميع المناطق الواقعة في الغرب، والبرتغال جميع المناطق الواقعة في الشرق (الأراضي البرتغالية في أمريكا الجنوبية أصبحت فيما بعد البرازيل). مع وصول الأوروبيين، فقد النخبة من السكان الأصليين، للأنكا والأزتيك، القدرة بسبب الغزو الأوروبي الثقيل. وسيطرت قوات هيرناندو كورتيس على نخبة الازتيك بمساعدة جماعات محلية كانت تعارض تلك النخبة، وقد تخلص فرانسيسكو بيسارو من حكم الإنكا في غرب أمريكا الجنوبية. وبالتالي استعمرت القوى الأوروبية من الأسبان والبرتغال تلك المنطقة، والتي لم تستعمر من قبل، وقسمت إلى مناطق تحت الحكم الإسباني والبرتغالي تفصلها حدو رسمت عام 1493 في معاهدة توردسيلاس، التي أعطت إسبانيا جميع المناطق الواقعة في الغرب، والبرتغال جميع المناطق الواقعة في الشرق (الأراضي البرتغالية في أمريكا الجنوبية أصبحت فيما بعد البرازيل). بحلول نهاية القرن 16 انضمت فرنسا إلى إسبانيا والبرتغال، باحتلالها مناطق واسعة في شمال، وسط وجنوب أمريكا، تمتد من ألاسكا في نهاية المطاف إلى الجنوب من باتاغونيا. أدخلت الثقافة والعادات الأوروبية وكذلك الحكومة، ومع الكنيسة الرومانية الكاثوليكية أصبحت قوة اقتصادية وسياسية عظمى لتزيل كل الطرق التقليدية في المنطقة، لتصبح في نهاية المطاف الدين الرسمي الوحيد للأمريكتين خلال هذه الفترة.
أبيد جزءا كبيرا من السكان الأصليين بسبب الأوبئة والأمراض التي جاء بها الأوروبيون كالجدري والحصبة، لم يستطع المؤرخون تحديد عدد المواطنين الذين لقوا حتفهم بسبب هذه الأمراض، ولكن بعض الأرقام تقول أن العدد وصل إلى 85% وكحد أدنى وصلت إلى 25% ولم تكن الأرقام دقيقة لعدم وجود سجلات مكتوبة. وأجبر الكثير من الناجين للعمل في المزارع والمناجم الأوروبية. وكان تمازج الأجناس بين السكان الأصليين والمستعمرين الأوروبيين شائعة جدا، تشكلت الأغلبية من الناس ذوي الأصول المختلطة (مستيزو) في عدة مستعمرات بحلول نهاية الفترة الاستعمارية.

### الاستقلال (1804-1825)
الدول المستقلة:
| - الأرجنتين - بوليفيا - البرازيل - تشيلي - كولومبيا - كوستاريكا - كوبا - جمهورية الدومينيكان - الإكوادور - السلفادور - غواتيمالا | - هايتي - هندوراس - المكسيك - نيكاراغوا - بنما - الباراغواي - البيرو - بورتوريكو - الأوروغواي - فنزويلا |

تواريخ استقلال دول أمريكا اللاتينية

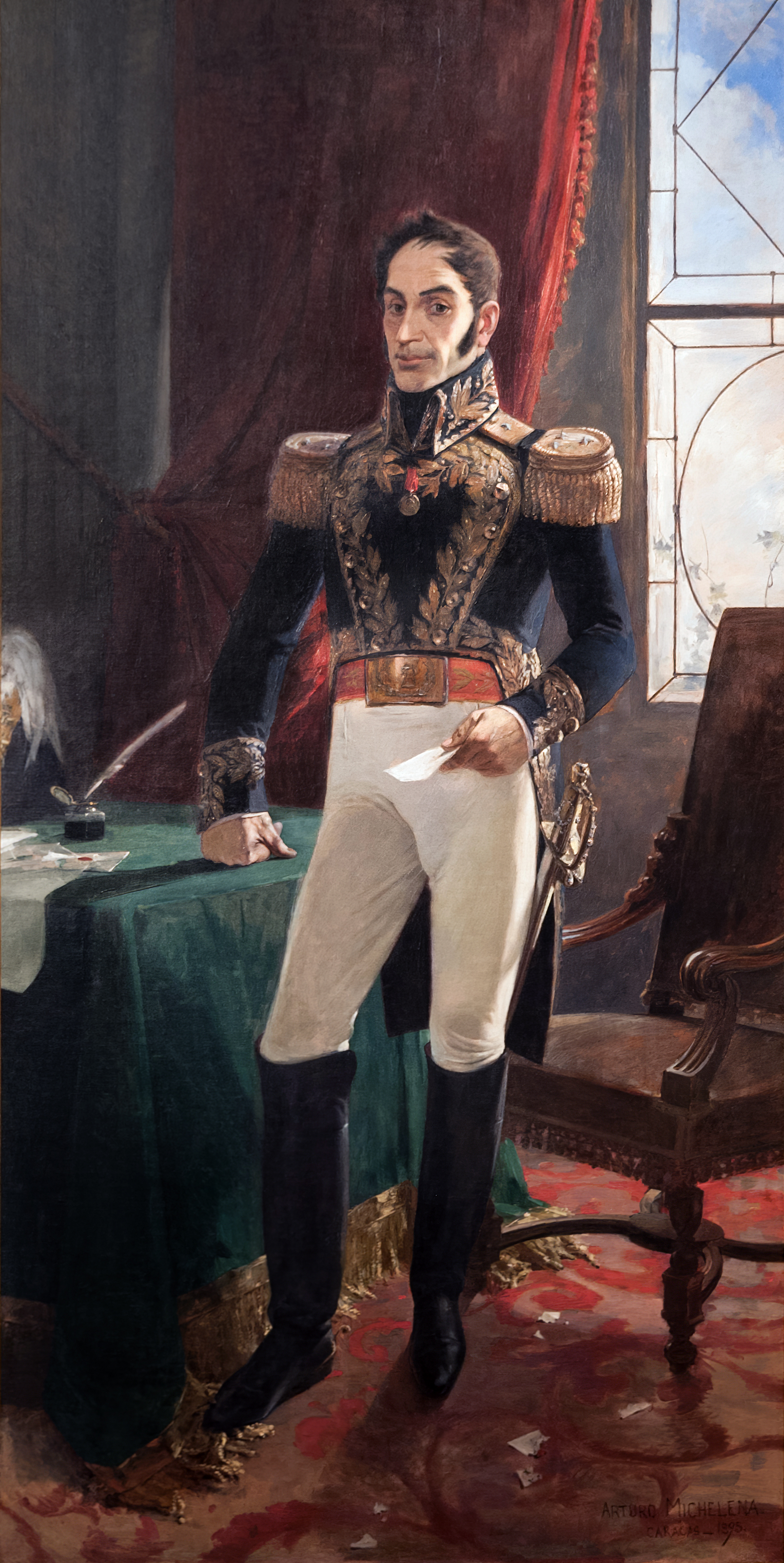
سيمون بوليفار، أحد زعماء حركة الاستقلال

تعد هايتي أحيانا من بين دول أمريكا اللاتينية الأولى التي حصلت على الاستقلال، في عام 1804. تلى ذلك ثورة العبيد العنيفة بقيادة توسان لوفرتور على المستعمرة الفرنسية لسانت دومينيك، ألغى فيها المنتصرين الرق. وقد ساعد استقلال هايتي فكرة حركة الاستقلال في أمريكا الإسبانية.
بحلول نهاية القرن 18، تراجعت القوات الإسبانية والبرتغالية على الساحة العالمية وأخذت مكانها قوى أوروبية أخرى، مثل بريطانيا وفرنسا. وقد زاد استياء غالبية السكان في أمريكا اللاتينية بسبب القيود التي تفرضها الحكومة الإسبانية، فضلا عن هيمنة الإسبان الأصليين (مواليد شبه الجزيرة الايبيرية) في كبرى المؤسسات الاجتماعية والسياسية. وقد شهد غزو نابليون لإسبانيا عام 1808 نقطة تحول أرغمت صفوة الكريولو لتشكيل المجالس العسكرية التي تدعو للاستقلال. وكذلك هايتي المستقلة حديثا، وثاني أقدم دولة في العالم الجديد بعد الولايات المتحدة وأقدم دولة مستقلة في أمريكا اللاتينية، وقد زادت رغبة حركة الاستقلال من جانب الزعماء، مثل سيمون بوليفار وخوسيه دي سان مارتان، وقد زودوهم بالذخائر والقوات.
اندلع قتال سريع بين المجالس العسكرية والسلطات الاستعمارية الإسبانية، مع انتصارات أولية لدعاة الاستقلال. وفي نهاية الأمر سحقت القوات الملكية الإسبانية هذه التحركات المبكرة عام 1812، بما فيهم ميغيل هيدالغو إي كوستيا في المكسيك، وفرانسيسكو دي ميراندا في فنزويلا. وتحت قيادة الجيل الجديد من القادة، كسيمون بوليفار في فنزويلا، خوسيه دي سان مارتان من لأرجنتين، والليبرتادوريس [الإنجليزية] الأخرون الذين في أمريكا الجنوبية، واستعادت حركة الاستقلال قوتها، وفي عام 1825 حصلت جميع مناطق أمريكا الإسبانية على استقلالها من إسبانيا، باستثناء بورتوريكو وكوبا. وقد حققت البرازيل استقلالها مع الملكية الدستورية المقامة في عام 1822. وفي نفس العام في المكسيك، قاد الضابط العسكري أغوستين دي إتوربيدي ائتلاف المحافظين والليبراليين الذين صنعوا النظام الملكي الدستوري مع إيتوربيدي كإمبراطور. فأصبحت أول إمبراطورية مكسيكية ولكن لم تدم طويلا، وتلى ذلك إنشائها كجمهورية عام 1823.

### الحرب الباردة (1946-1990)
في الخمسينات، انتقلت الحرب الباردة في أمريكا اللاتينية لتقترب من الولايات المتحدة. وقد واجه سكان دول أمريكا اللاتينية العديد من المشاكل الخطيرة، كانتشار الفقر وسوء الرعاية الصحية. وخشيت الولايات المتحدة ان تكون السياسة الاشتراكية والشيوعية جذابة بشكل خاص لدول أمريكا اللاتينية. وفي الوقت نفسه، زاد قلق العديد من مواطني الولايات المتحدة حول التهديد لأمنهم وأعمالهم التجارية في أمريكا اللاتينية. وقد أدى للولايات المتحدة أن تعمل إستراتيجية عسكرية عدوانية جدا للاحتواء. وخلال الحرب الباردة، أزالت الولايات المتحدة العديد من القادة المنتخبين ديمقراطيا من دول أمريكا اللاتينية عن طريق عمليات سرية لوكالة المخابرات المركزية (C.I.A) واستبدالهم بقادة أكثر ودية لمصالح الولايات المتحدة.
يمكن القول، أنه قد خلق هذا التدخل مع النظام الديمقراطي في هذه البلدان رد فعل سلبي لأن العديد من اللاتينيين رفضوا مشاركة الولايات المتحدة. وقد أصبح العديد من القادة الذين وضعتهم الولايات المتحدة في مواقع السلطة طغاة وظالمين.
في السبعينات، اكتسب اليساريون نفوذا سياسيا كبيرا دفعت اليمينيين والمسؤولين في الكنسية وجزء كبير من الطبقة العليا في كل بلد لدعم الانقلابات العسكرية لتجنب ما ينظر إليه على أنه خطر شيوعي. وزاد ذلك من التدخل الكوبي والولايات المتحدة مما أدى إلى الاستقطاب السياسي.
دول عديدة من أمريكا اللاتينية كانت جزء من الحرب الباردة التي تحكمها الدكتاتورية، سواء من اليسار أو اليمين. وفي بداية الثمانينات وأوائل التسعينات استعادت جميع هذه الدول الديمقراطية باستثناء كوبا.
العديد من الأنظمة اليمينية تم دعمها من الولايات المتحدة عن طريق معاهدة الدول الأمريكية للمساعدة المتبادلة [الإنجليزية] في إطار الحرب الباردة. وخلال السبعينات، تعاونت هذه الأنظمة في عملية كوندور لقتل العديد من المنشقين اليساريين وبعض عصابات المدن [الإنجليزية].

### إجماع واشنطن
إن مجموعة الوصفات السياسة الاقتصادية المحددة قد اعتبرت «قياسية» لإصلاح صفقة لتعزيز الأزمة - التي تشهدها البلدان النامية عن طريق واشنطن العاصمة - قائمة على المؤسسات مثل صندوق النقد الدولي (IMF)، البنك الدولي، وإدارة الخزانة الأمريكية في الثمانينات والتسعينات.
في السنوات الأخيرة، شنت العديد من دول أمريكا اللاتينية كالأرجنتين وفنزويلا التي تقودها الحكومات الاشتراكية أو غيرها من اليسارية حملة لسياسات مخالفة لسياسات إجماع واشنطن. (اما البلدان اللاتينية الأخرى التي لها حكومات يسارية، كالبرازيل وشيلي وبيرو، قد اعتمدت ممارسة الجزء الأكبر من السياسات). وقد انتقد السياسات المدعومة من صندوق النقد الدولي بعض الاقتصاديين من الولايات المتحدة مثل جوزيف ستيجلز وداني رودريك، الذين طعنوا بما يوصف أحيانا بالسياسات «المتطرفة» لصندوق النقد الدولي والخزنة الأميركية لما يسميه جوزيف ستيجلز «مقاس واحد يناسب الجميع» بمعالجة الاقتصادات الفردية.
وقد أصبح هذا التعبير بصفة عامة مرتبط بالسياسات الليبرالية الجديدة ومتساوي في النقاش الواسع في توسيع دور السوق الحرة، والقيود على الدولة، وتأثير الولايات المتحدة على السيادة الوطنية للدول الأخرى.
كانت مبادرة السياسة-الاقتصادية مؤسسية في أمريكا الشمالية عن طريق النافتا عام 1994، وكذلك في أماكن أخرى في الأمريكتين من خلال سلسلة من الاتفاقات المشابهة. ومع ذلك تم رفض مشروع منطقة التجارة الحرة للأمريكتين، من قبل معظم دول أمريكا الجنوبية في القمة الرابعة للأمريكتين عام 2005.

### التوجه اليساري

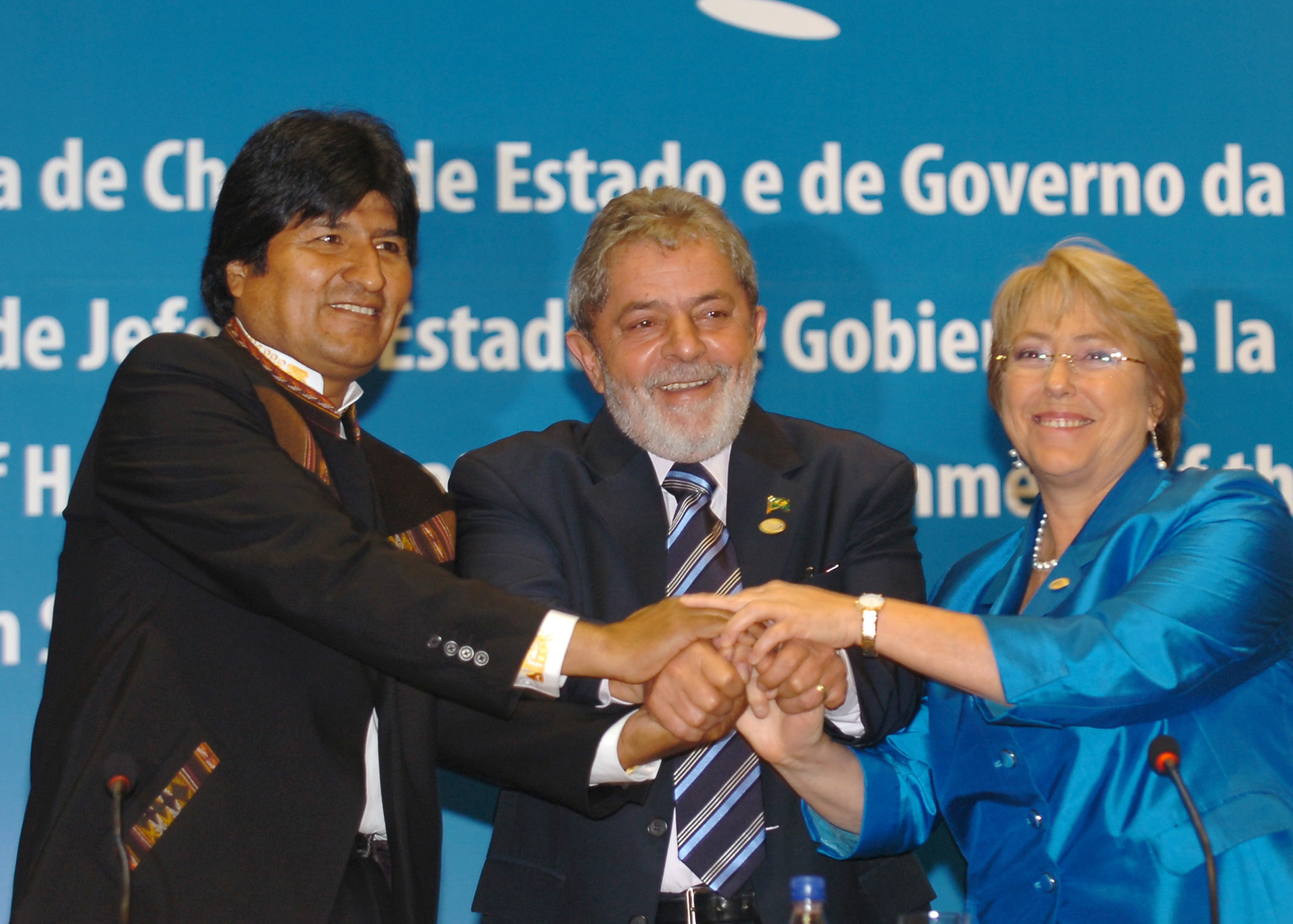
الزعماء اليساريين لكل من بوليفيا والبرازيل وشيلي في اتحاد دول جنوب القمة الأمريكية عام 2008.في

بداية عام 2000 ارتفعت الأحزاب السياسية اليسارية إلى السلطة في معظم البلدان. ويوجد عدد من السياسيين اليساريين الذين غالبا ما يدعون أنفسهم بالاشتراكيين أو اللاتينيين، أو المناهضين للامبريالية (وتدل أحيانا على المعارضة لسياسات الولايات المتحدة تجاه المنطقة) وهم:
- هوغو تشافيز في فنزويلا
- لويس إيناسيو لولا دا سيلفا وديلما روسيف في البرازيل
- فرناندو لوغو في باراغواي
- نيستور كيرشنير وزوجته كرستينا فيرنانديز في الأرجنتين
- تاباري فازكيز وخوزيه موخيكا في أوروغواي
- حكومات ريكاردو لاغوس وميشال باشيلي في شيلي*ايفو مورالس في بوليفيا
- دانييل أورتيغا في نيكاراغوا
- مانويل زيلايا في هندوراس
- رفاييل كوريا في الإكوادور
- موريسيو فونيسفي السلفادوروقد تم تطوير ذلك بإنشاء «التحالف البوليفاري لشعوب أمريكتنا» من الثمانية أعضاء، أو ALBA أي (بالإسبانية: Alianza Bolivariana para los Pueblos de Nuestra América ).

## الديموغرافيا

### المجموعات العرقية

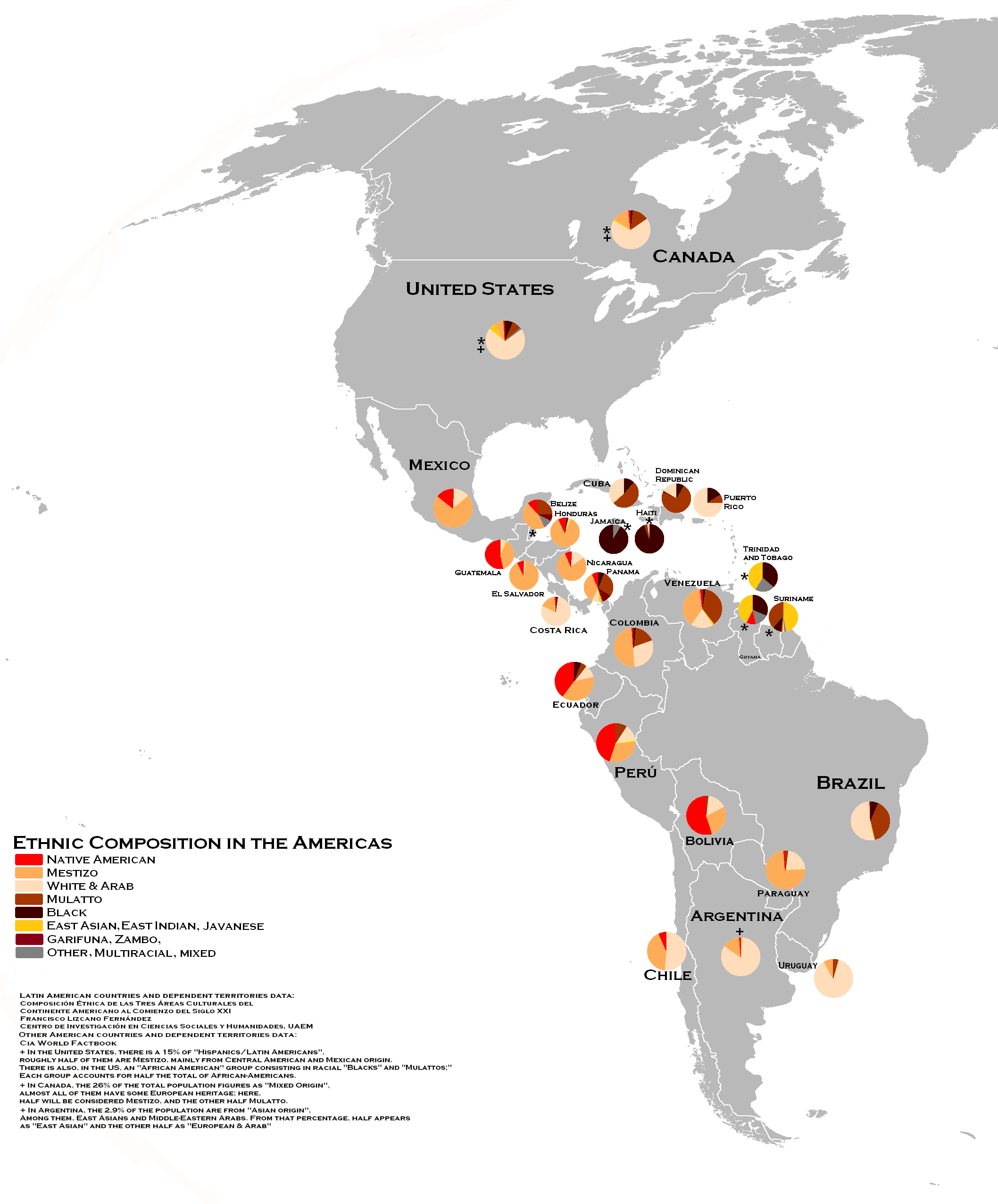
التركيب العرقي لأمريكا اللاتينية في القرن 21.

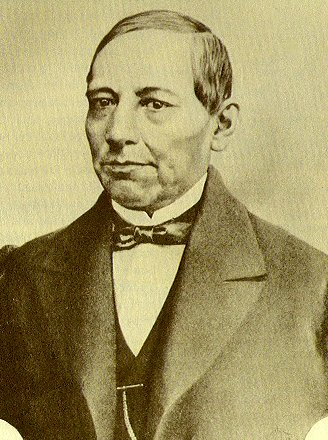
بينيتو خواريز المكسيكي من أصول الهنود الحمر الزابوتيك.

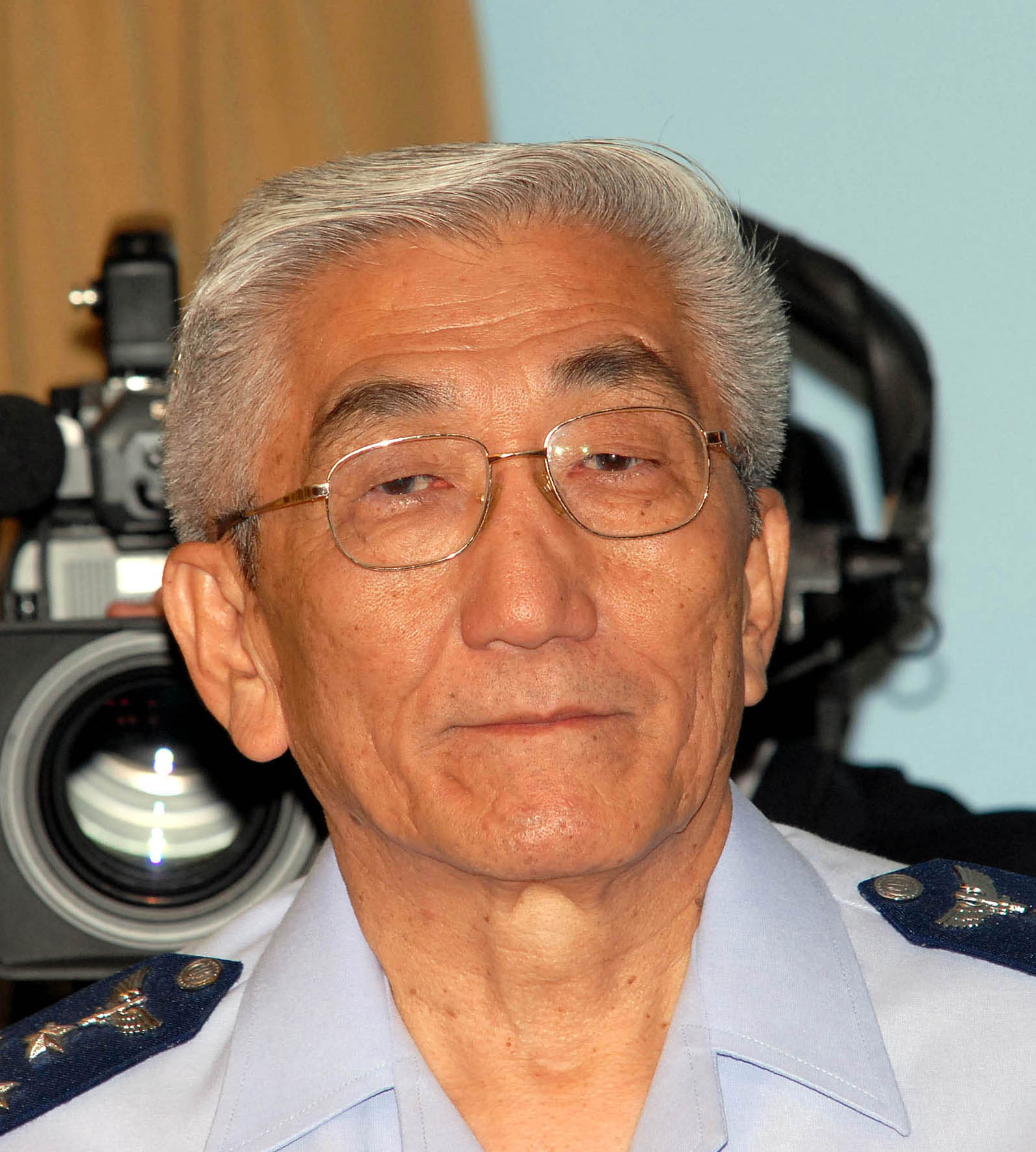
جونيتي سايتو، رئيس القوات الجوية البرازيلية واحد من أكثر من مليون برازيلي ياباني.

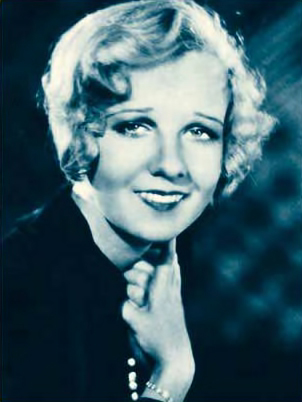
أنيتا بيج سلفادورية ممثلة من أصل بريطاني، ويشار إليها «اللاتينية الشقراء زرقاء العينين»

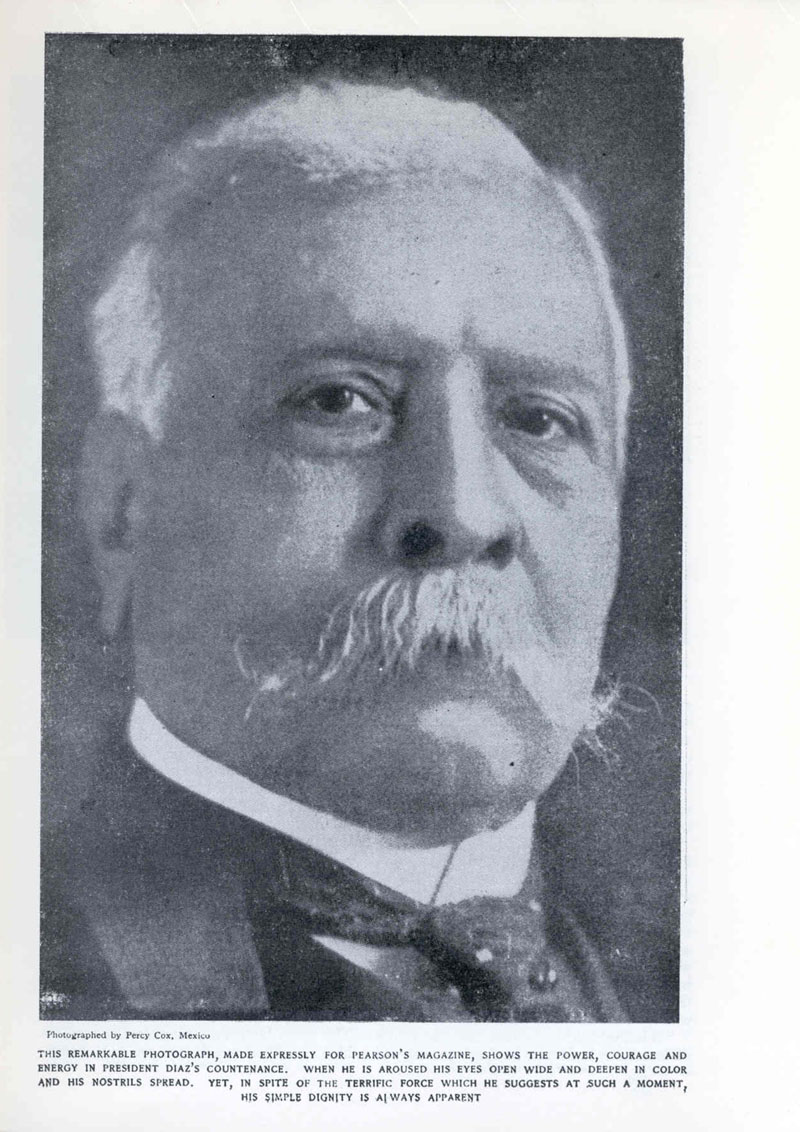
بورفيريو ديز مستيزو مكسيكي من أصل مكسيكي وإسباني.

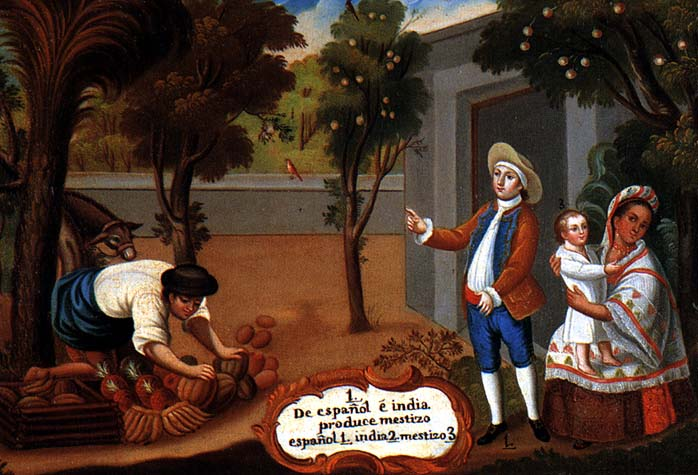
صورة تبين المستيزو، في «باينتورا دي كاستاس» في زمن الاستعمار. «امرأة تلد مستيزو من خليط من الهنود الحمر وإسباني».

يعتبر سكان أمريكا اللاتينية طائفة متنوعة من الأنساب والجماعات العرقية، مما يجعلها منطقة من أكثر المناطق تنوعا عرقيا في العالم. [بحاجة لمصدر] التركيبة السكانية تختلف من بلد إلى آخر: يغلب على اكثرها الهنود الحمر الأوروبيين أو المستيزو، وفي حالات أخرى الهنود الحمر هم الأغلبية ؛ وبعضها يهيمن عليها سكان من أصول أوروبية يطلق عليهم اللاتينيين البيض [الإنجليزية]؛ وأغلبية سكان بعض الدول من المولاتو،[بحاجة لمصدر] والأقليات كما حددت بشكل منظم مثلاللاتينيون الافارقة، اللاتينيون الآسيويون [الإنجليزية] والزامبو (خليط ألسود والهنود الحمر) [بحاجة لمصدر]. الأوروبيين / البيض هم أكبر مجموعة فردية، بجانب من هم من أصل جزء أوروبي، يشكلان حوالي 80% من السكان،  أو أكثر.
- الهنود الحمر: هم السكان الأصليين لأميركا اللاتينية، وقد وصل الهنود الحمر (الأمريكيون الأصليون) منذ آلاف السنين، خلال المرحلة الحجرية [الإنجليزية]. وقد عايشوا النقص الهائلة في عدد السكان في أوقات ما بعد كولومبوس، لا سيما في العقود الأولى من الاستعمار. وقد تحسنت منذ ذلك الحين في أعداد تجاوزت ستين مليون (حسب بعض التقديرات [20])، ولكن مع نمو جماعات أخرى في الوقت نفسه تشكل في الوقت الحالي أغلبية فقط في بوليفيا وغواتيمالا، وعلى الأقل الأكثرية في بيرو. وفي الإكوادور يعتبر الهنود الحمر أقلية كبيرة تضم خمسي السكان. وفي المكسيك 14% [21] (بدلا من 30% [20]) هو ثاني أكبر نسبة وفي الواقع أكثر السكان الهنود الحمر في الأمريكتين، من حيث الأرقام المطلقة. معظم البلدان المتبقية تمتلك الأقليات من الهنود الحمر، في كل حالة من الحالات تشكل أقل من عشر سكان البلد المعني. في كثير من البلدان، الأشخاص ذوي الأصول المختلطة من الهنود الحمر والأوروبيين يشكلون الغالبية من السكان.
- الآسيويين (اللاتينيون الآسيويون [الإنجليزية]): يصل عدد الشعب ذوي الأصل الآسيوي في أميركا اللاتينية إلى عدة ملايين. أول من حل من الآسيويين في المنطقة هم الفلبينيين، وذلك نتيجة للتجارة الإسبانية في آسيا والأمريكتين. إن غالبية اللاتينيين الآسيويين هم من أصل ياباني أو صيني ويعيشون بشكل رئيسي في البرازيل وبيرو؛ وهناك أيضا أقلية صينية متنامية في بنما. تعتبر البرازيل موطنا تقريبا لمليوني شخص من أصل آسيوي، والتي تحتوي أكبر جالية يابانية خارج اليابان نفسها، ويقدر عددهم إلى 1.5 مليون نسمة، وحوالي 200,000 من العرق الصيني و100,000 من العرق الكوري.[22][23] كذلك يقدر عدد أفراد العرق الكوري بعشرات الآلاف من في الأرجنتين والمكسيك.[24] وفي بيرو 1.47 مليون شخص من أصل آسيوي،[25][26] فيها واحدة من أكبر الجاليات الصينية في العالم، مع ما يقرب من مليون بيروفيني من أصل صيني. وهناك وجود قوي للعرق الياباني في بيرو، حيث الرئيس السابق ألبرتو فوجيموري وعدد من السياسيين هم من أصل ياباني. يشمل سكان مارتينيك من الأفارقة-البيض-الهنود المختلطين ومن سكان الشرق الهندي.[27] يقدر سكان جوادلوبمن عرق الشرق الهندي 14% من السكان.
- السود (اللاتينيون الأفارقة): لقد تم جلب الملايين من العبيد الأفارقة إلى أمريكا اللاتينية من بداية القرن 16، وتم إرسال معظمهم إلى منطقة الكاريبي والبرازيل.[بحاجة لمصدر] أما اليوم فالناس التي تعرف «بالسود» هي الأكثر عددا في البرازيل (أكثر من 10 ملايين) وهايتي (أكثر من 7 ملايين).[بحاجة لمصدر] تقود بورتوريكو هذا التصنيف في أعداد نسبية بمقدار 15%. وتوجد أعداد كبيرة أيضا في كل من كوبا، جمهورية الدومينيكان، الإكوادور، بنما، كولومبيا وفنزويلا. إن اللاتينيين ذوي الأصول المختلطة من الأسود والأبيض يسمون بـ «الخلاسيون» أو «المولاتو» أكثر بكثير من عدد السود.
- المستيزو: بدأ الاختلاط بين الأوروبيين والهنود الحمر في بداية الفترة الاستعمارية وكان بشكل واسع. نتج عن ذلك شعب يعرف بالمستيزو، وهم يشكلون غالبية السكان في نصف دول أمريكا اللاتينية. بالإضافة إلى ذلك يؤلف المستيزو أقليات كبيرة تقريبا في جميع البلدان الأخرى.
- الخلاسيون: هم أناس من أصول مختلطة من الأوروبيين والأفارقة، ينحدر معظمهم من مستوطنين إسبان أو برتغال من جانب والعبيد الأفارقة من الجانب الأخر وذلك خلال فترة الاستعمار. وتعتبر البرازيل أكبر موطن لسكان أميركا اللاتينية الخلاسيين. يتشكل غالبية السكان الخلاسيون في جمهورية الدومينيكان وكوبا، وأيضا العديد من فنزويلا، بنما، بيرو، كولومبيا، بورتوريكو والإكوادور. ويوجد عدد أصغر منهم في بلدان أمريكا اللاتينية الأخرى.[20]
- البيض (اللاتينيون البيض [الإنجليزية]): في أواخر القرن 15 بدأت أعدادا كبيرة من المستعمرين الايبيريين الاستيطان في المنطقة التي أصبحت أمريكا اللاتينية (البرتغال في البرازيل، والإسبان في أماكن أخرى في المنطقة)، وفي الوقت الحاضر معظم الأمريكيين اللاتينيين البيض هم من أصل إسباني أو البرتغالية. جلبت الإيبيريون اللغات الإسبانية والبرتغالية، والديانة الكاثوليكية، والعديد من التقاليد الإيبيرية. تحتوي البرازيل والأرجنتين والمكسيك على أكبر عدد من البيض في أمريكا اللاتينية. يشكل البيض أغلبية سكان الأرجنتين، البرازيل، شيلي، كوستاريكا، بورتوريكو، أوروغواي وعلى حسب المصادر في كوبا أيضا [21][28][29] ومن بين ملايين المهاجرين إلى أمريكا اللاتينية عندما اكتسبت أكثر المناطق استقلالها بين عامي 1820 - 1810، فالإيطاليين يشكلون أكبر مجموعة، ويليهم الإسبان البرتغاليين.[30] ووصل آخرون، مثل الفرنسيون، الألمان، اليونانيون، البولنديون، أوكرانيون، الروس، الإستونيون، اللاتفيون، اليهود، الإيرلنديون والغاليون. وأيضا شعوب الشرق الأوسط من الأصل اللبناني، السوري والفلسطيني، ومعظمهم مسيحيون. يؤلف البيض في الوقت الحاضر أكبر مجموعة عرقية في أمريكا اللاتينية (36% كما في الجدول أسفل). وسواء كانوا بيض، مستيزو، أو خلاسيون، فإن الغالبية العظمى من الأميركيين اللاتينيين من أصل أبيض.
- الزامبو: كان الاختلاط بين الأفارقة والأميركيين منتشر وخصوصا في كولومبيا، فنزويلا والبرازيل، وغالبا يكون بسبب هروب العبيد (الذين أصبحوا من: المارون) وتم أخذهم من قبل القرويين الأمريكيين. ويعرف هؤلاء في الدول الناطقة بالإسبانية با الزامبو [بحاجة لمصدر] أو الكافوزو في البرازيل.

| البلد               | عدد السكان  | الهنود الحمر | البيض | المستيزو | الخلاسيون | السود | الكريول & الغاريفونا | الآسيويين |
| ------------------- | ----------- | ------------ | ----- | -------- | --------- | ----- | -------------------- | --------- |
| الأرجنتين           | 40,134,425  | 1.0%         | 85.0% | 11.1%    | 0.0%      | 0.0%  | 0.0%                 | 2.9%      |
| بوليفيا             | 10,907,778  | 55.0%        | 15.0% | 28.0%    | 2.0%      | 0.0%  | 0.0%                 | 0.0%      |
| البرازيل            | 192,272,890 | 0.4%         | 53.8% | 0.0%     | 39.1%     | 6.2%  | 0.0%                 | 0.5%      |
| تشيلي               | 17,063,000  | 8.0%         | 52.7% | 39.3%    | 0.0%      | 0.0%  | 0.0%                 | 0.0%      |
| كولومبيا            | 45,393,050  | 1.3%         | 28.6% | 49.2%    | 19.0%     | 1.9%  | 0.0%                 | 0.0%      |
| كوستاريكا           | 4,253,897   | 0.8%         | 82.0% | 15.0%    | 0.0%      | 0.0%  | 2.0%                 | 0.2%      |
| كوبا                | 11,236,444  | 0.0%         | 37.0% | 0.0%     | 51.0%     | 11.0% | 0.0%                 | 1.0%      |
| جمهورية الدومينيكان | 8,562,541   | 0.0%         | 14.6% | 0.0%     | 75.0%     | 7.7%  | 2.3%                 | 0.4%      |
| الإكوادور           | 13,625,000  | 39.0%        | 9.9%  | 41.0%    | 5.0%      | 5.0%  | 0.0%                 | 0.1%      |
| السلفادور           | 6,134,000   | 8.0%         | 1.0%  | 91.0%    | 0.0%      | 0.0%  | 0.0%                 | 0.0%      |
| غواتيمالا           | 13,276,517  | 53.0%        | 4.0%  | 42.0%    | 0.0%      | 0.0%  | 0.2%                 | 0.8%      |
| هندوراس             | 7,810,848   | 7.7%         | 1.0%  | 85.6%    | 1.7%      | 0.0%  | 3.3%                 | 0.7%      |
| المكسيك             | 111,211,789 | 14.0%        | 15.0% | 70.0%    | 0.5%      | 0.0%  | 0.0%                 | 0.5%      |
| نيكاراغوا           | 5,891,199   | 6.9%         | 14.0% | 78.3%    | 0.0%      | 0.0%  | 0.6%                 | 0.2%      |
| بنما                | 3,322,576   | 8.0%         | 10.0% | 32.0%    | 27.0%     | 5.0%  | 14.0%                | 4.0%      |
| الباراغواي          | 6,349,000   | 1.5%         | 20.0% | 74.5%    | 3.5%      | 0.0%  | 0.0%                 | 0.5%      |
| البيرو              | 29,461,933  | 45.5%        | 12.0% | 32.0%    | 9.7%      | 0.0%  | 0.0%                 | 0.8%      |
| بورتوريكو           | 3,967,179   | 0.0%         | 74.8% | 0.0%     | 10.0%     | 15.0% | 0.0%                 | 0.2%      |
| الأوروغواي          | 3,494,382   | 0.0%         | 88.0% | 8.0%     | 4.0%      | 0.0%  | 0.0%                 | 0.0%      |
| فنزويلا             | 26,814,843  | 2.7%         | 16.9% | 37.7%    | 37.7%     | 2.8%  | 0.0%                 | 2.2%      |
| Total               | 561,183,291 | 9.2%         | 36.1% | 30.3%    | 20.3%     | 3.2%  | 0.2%                 | 0.7%      |

ملاحظة: بورتوريكو هي إقليم للولايات المتحدة.
لقد صنف ماريو سامبارينو دول أميركا اللاتينية، على أساس تصنيف إلمان سيرفس [الإنجليزية] من حيث الثقافة والمجتمع والهوية الوطنية، إلى كل من:
- «أمريكا المستيزا» (باراغواي والبرازيل وتشيلي وفنزويلا وكولومبيا).
- «أميركا الأصلية» (بوليفيا والإكوادور، بيرو وغواتيمالا والمكسيك).
- «أميركا الأوروبية» (الأرجنتين وأوروغواي).[34]

أما بالنسبة لتصنيف دارسي ريبيرو كالتالي:
- «الشعوب الجديدة» (شيلي وكولومبيا وفنزويلا والبرازيل وباراغواي، ومنطقة البحر الكاريبي) وهي في الغالب، التي ظهرت من اندماج الأوروبيين، الهنود الحمر و/أو الأفارقة.
- «الشعوب الشاهدة» (بيرو وبوليفيا والإكوادور، وأمريكا الوسطى والمكسيك)وهي التي ورثت الحضارات القديمة (الأنديز وأمريكا الوسطى).
- «الشعوب المزروعة» (الأرجنتين وأوروغواي) ذوي الأصول الأوروبية بعد الهجرة الجماعية في القرن 19.[34]

ومع ذلك، في إطار هذا المخطط يمكن اعتبار معظم شعوب أمازون البرازيل بأنهم «الشعوب الشاهدة»، بنفس طريقة شعوب أمازون البيرو؛ ومعظم شعوب جنوب البرازيل، مثل ريو غراندي دو سول، يمكن اعتبارهم «الشعوب المزروعة» كتلك الثقافات المشابهة للجارتين الأوروغواي والأرجنتين؛ وهلم جرا.

### اللغة

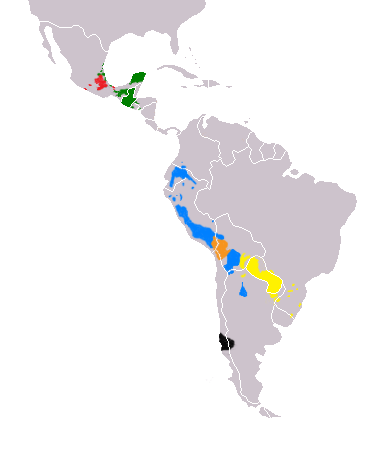
منطقة توزيع لغات السكان الأصليين الأكثر انتشارا في أمريكا اللاتينية، في بداية القرن 21: كيتشوا, غواراني, أيمارا, ناهواتل, لغات المايا, مابودنجن

الإسبانية والبرتغالية هما اللغتان السائدتان في أمريكا اللاتينية. وينطق بالبرتغالية فقط في البرازيل، البلد الأكبر والأكثر سكانا في المنطقة. الإسبانية هي اللغة الرسمية لأغلب البلدان الباقية في أمريكا اللاتينية، وكذلك في بورتوريكو (حيث تشترك مع الإنجليزية رغم أن معظمهم لا يستخدمون الإنجليزية على الإطلاق)، وكوبا وجمهورية الدومنيكان. وينطق بالفرنسية في هايتي والإدارات الفرنسية لما وراء البحار مثل جوادلوب، مارتينيك، غويانا الفرنسية وسان بيار وميكلون؛ يتحدث بها أيضا بعض البنمايين المنحدرين من أصل أفارقة الأنتيل. الهولندية هي اللغة الرسمية في سورينام، أروبا وجزر الأنتيل الهولندية. (والهولندية هي لغة جرمانية، ولا تعتبر هذه الأراضي بالضرورة جزءا من أمريكا اللاتينية.)
لغات السكان الأصليين للأمريكتين أو الهنود الحمر تستخدم بشكل واسع في بيرو، غواتيمالا، بوليفيا وباراغواي، وبدرجة أقل، في المكسيك، بنما، الإكوادور وتشيلي. أما في البلدان التي لم تذكر، فإن عدد السكان الناطقين باللغات الأصلية قليل جدا أو معدوم.
- في البيرو تعتبر الكتشوا هي اللغة الرسمية بجانب الإسبانية واللغات الأخرى للسكان الأصليين التي تسيطر على المناطق.
- في الإكوادور الكيشوا هي اللغة المعترف بها عند السكان الأصليين في إطار دستور البلاد، ولكن لا يتحدث بها الا بعض الجماعات التي في المرتفعات.
- في بوليفيا تعتبر الأيمارا، الكتشوا والغوارانية رسمية جنبا إلى جنب مع الإسبانية.
- في باراغواي اللغة الرسمية هي الغوارانية جنبا إلى جنب مع الإسبانية، ويتحدث بها غالبية من السكان (وأغلب ما يكونوا ثنائيي اللغة)، وكذلك تشترك رسميا مع اللغة الإسبانية في إقليم كوريينتس الأرجنتيني.
- في نيكاراغوا الإسبانية هي اللغة الرسمية، ولكن على ساحل البلاد الكاريبي الإنجليزية ولغات السكان الأصليين مثل الميسكيتو [الإنجليزية]، السومو والراما أيضا رسمية.
- في كولومبيا تعترف بجميع اللغات الأصلية المستخدمة داخل أراضيها بصفة رسمية، على الرغم من أقل من 1 ٪ من سكانها من ينطقون بهذه اللغات.
- في المكسيك الناهواتل هي واحدة من 62 لغة من اللغات الأصلية التي يتحدث بها السكان الأصليين، والتي هي معترف بها رسميا من قبل الحكومة على أنها «لغات وطنية» بجانب الإسبانية.

وتستخدم أيضا في أمريكا اللاتينية بعض اللغات الأوروبية مثل:
- الإنجليزية، تستخدم من قبل بعض الجماعات في الأرجنتين، نيكاراغوا، بنما وبورتوريكو، وكذلك في البلدان المجاورة التي تعتبر أو قد لا تعتبر من أمريكا اللاتينية، مثل بليز وغيانا (تستخدم اللغة الإنجليزية كلغة أجنبية رئيسية في التجارة والتعليم).
- الألمانية، تستخدم في جنوب البرازيل، جنوب تشيلي، الأرجنتين، أجزاء من شمال فنزويلا وباراغواي.
- الإيطالية، تستخدم في البرازيل، الأرجنتين، أوروغواي وفنزويلا.
- الويلزية، [36][37][38][39][40][41] تستخدم في جنوب الأرجنتين.

تستخدم لغات الكريول في دول عديدة، وخاصة في الكاريبي، وأكثر لغة الكريول انتشارًا في أمريكا اللاتينية ومنطقة الكاريبي هي الكريولية الهايتية، وهي اللغة السائدة في هايتي؛ وهي مستمدة بصفة أساسية من اللغة الفرنسية وبعض لغات غرب أفريقيا مع بعض تأثيرات الهنود الحمر والإسبانية أيضا. تعتبر لغة كريول أمريكا اللاتينية مستمدة من اللغات الأوروبية واللغات الأفريقية المختلفة.

### الدين

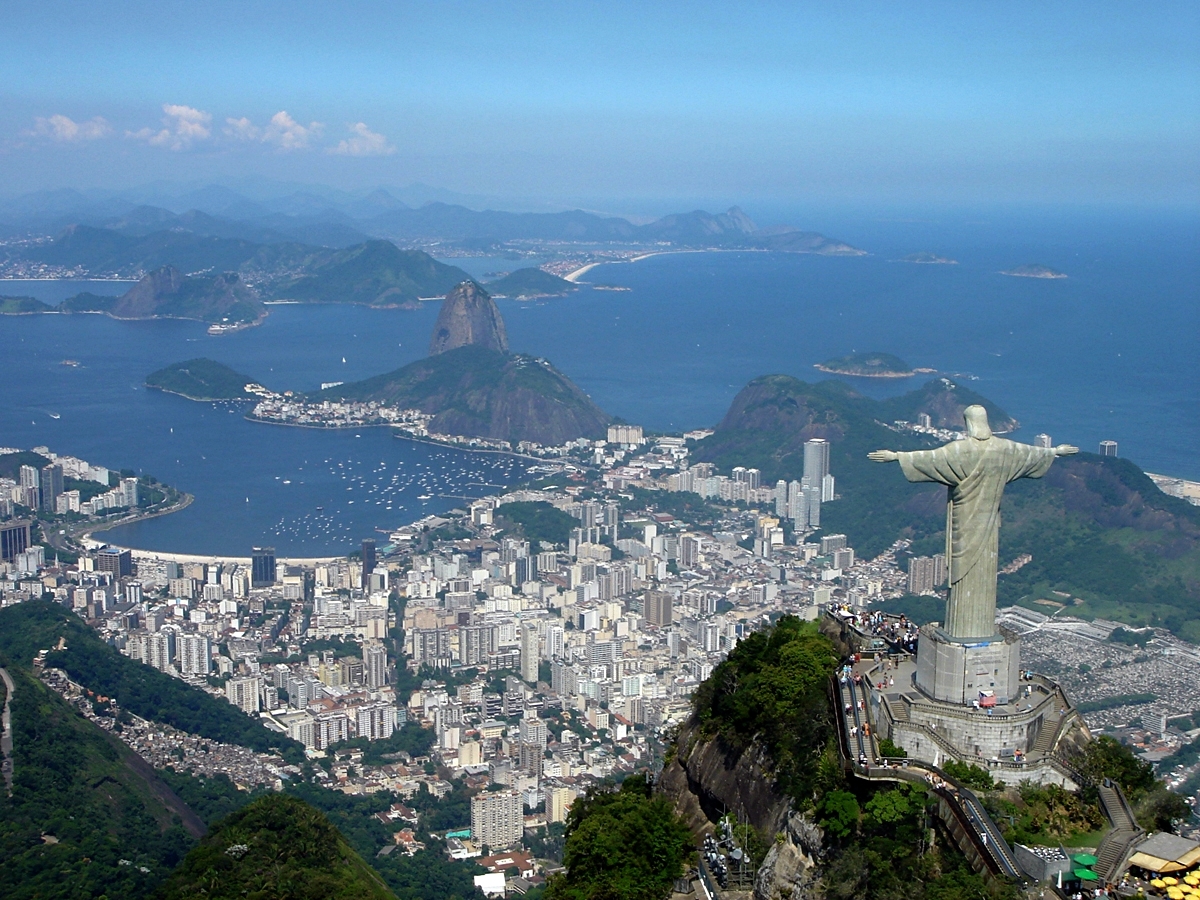
تمثال المسيح الفادي (كريستو ريدينتور) على قمة جبل كوركوفادو، ريو دي جانيرو، البرازيل.

الغالبية العظمى من الأميركيين اللاتينيين هم من المسيحيين، ومعظمهم من أتباع الكنيسة الرومانية الكاثوليكية. تقريبا 71% من سكان أمريكا اللاتينية يعتبرون أنفسهم كاثوليك. والعضوية في الطائفة البروتستانتية في ازدياد، وخصوصا في البرازيل، وشيلي، وغواتيمالا، وبورتوريكو.[بحاجة لمصدر]

### الهجرات
نتيجة للتطورات الاقتصادية والاجتماعية والأمنية التي تؤثر على المنطقة في العقود الأخيرة، إلا أن التركيز الآن هو التغيير من الهجرة الصافية إلى النزوح الصافي.
- تقريبا 10 ملايين مكسيكي يعيشون في الولايات المتحدة.[44]
- في عام 2006 قدر عدد الأميركيين ذوي أصل مكسيكي 28.3 مليون.[45]
- وفقا للتعداد الكولومبي عام 2005، تقريبا 3.3 مليون كولومبي يعيشون حاليا خارج البلاد.[46]
- تقريبا مليوني برازيلي يعيشون خارج الدولة.[47]
- تقريبا 1.5 مليون إلى مليوني سلفادوري يقيمون في الولايات المتحدة.[48]*على الأقل 1.5 مليون إكوادورى قد ذهبوا إلى خارج البلاد، كالولايات المتحدة وإسبانيا.[49]
- تقريبا 1.5 مليون من الدومنيكان يعيشون خارج البلاد، ومعظمهم في الولايات المتحدة.[50]
- تقريبا أكثر من 1.3 مليون كوبي يعيشون خارج البلاد، معظمهم في الولايات المتحدة.[51]
- تقريبا أكثر من 800,000 تشيلي يعيشون خارج البلاد، لا سيما في الأرجنتين، وكندا والولايات المتحدة وإسبانيا. وقد يتواجدون في دول مثل كوستاريكا والمكسيك والسويد.[52]
- تقريبا 700,000 بوليفي يعيش في الأرجنتين اعتبارا من عام 2006 وآخرون 33,000 في الولايات المتحدة.[53]
- عام 2005 يقدر عدد سكان أمريكا الوسطى الذين يعيشون خارج البلاد 3,314,300 نسمة،[54] منهم:
  - 1,128,701 من السلفادور.[55]
  - 685,713 من غواتيمالا.[56]
  - 683,520 من نيكاراغوا.[57]
  - 414,955 من هندوراس.[58]
  - 215,240 من بنما.[59]
  - 127,061 من كوستاريكا.[60]
  - 591,10 من بليز.

### التعليم

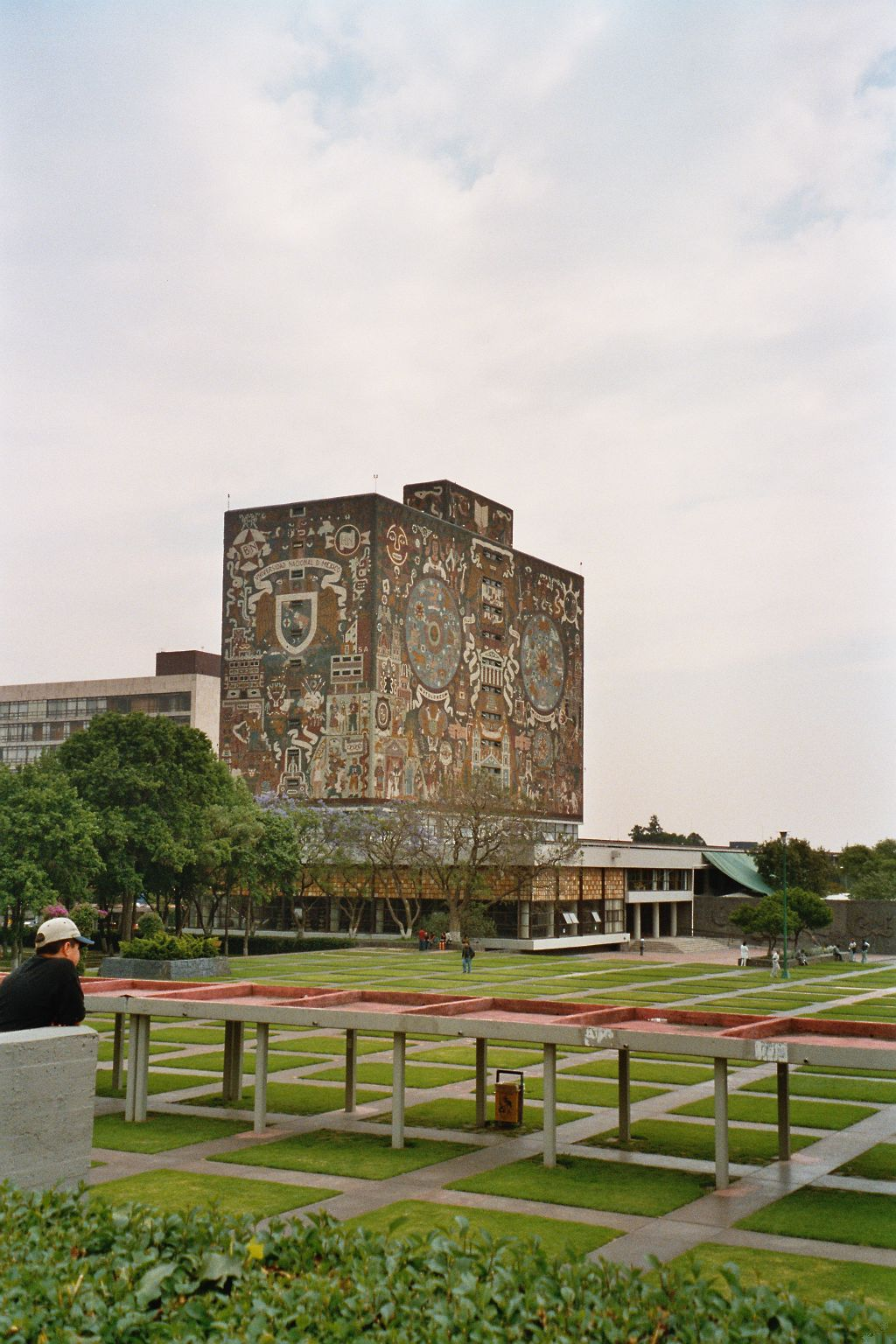
الجامعة الوطنية المستقلة في المكسيك.

على الرغم من التقدم الكبير فإن التغطية للتعليم لا تزال غير متكافئة في أمريكا اللاتينية. فقد حققت المنطقة تقدما كبيرا في التغطية التعليمية ؛ أغلب الأطفال مسجلين في المدارس الابتدائية وكذلك قد ازداد دخول التعليم الثانوي بشكل ملحوظ. نفذت معظم النظم التعليمية في المنطقة أنواع مختلفة من الإصلاحات الإدارية والمؤسسية التي مكنت الوصول للأماكن والمجتمعات المحلية للذين لم يحصلون على خدمات التعليم في بداية التسعينات.
ومع ذلك، لا يزال في المنطقة 23 مليون طفل تتراوح أعمارهم بين 4 و 17 خارج نظام التعليم الرسمي. تشير التقديرات إلى أن 30% من الأطفال في سن ما قبل المدرسة (من 4 - 5 سنوات) لا يذهبون إلى المدرسة، ويتجاوز هذا العدد إلى 40% بالنسبة للسكان الأكثر ضعفا كالفقراء والذين في المناطق الريفية. إن التغطية عالمية بين الأطفال الذين في سن المدرسة الابتدائية (تتراوح أعمارهم بين 6 إلى 12)، ومع ذلك لا تزال هناك حاجة إلى إدراج 5 ملايين طفل في نظام التعليم الابتدائي. يعيش معظم هؤلاء الأطفال في المناطق النائية، وهم من السكان الأصليين أو المنحدرين من أصل أفريقي ويعيشون في فقر مدقع.
من بين الناس الذين تتراوح أعمارهم بين 13 و 17 سنة، فقط 80% منهم طلاب في نظام التعليم بدوام كامل، وبين هؤلاء، من بينهم فقط 66% قدم إلى المدرسة الثانوية. هذه النسب قليلة بين الفئات الضعيفة من السكان: 75% فقط من الفقراء الذين تتراوح أعمارهم بين 13 و 17 عاما يذهبون إلى المدرسة. للتعليم العالي التغطية أقل، 70% فقط من الأشخاص الذين تتراوح أعمارهم بين 18 و 25 سنة خارج النظام التعليمي. في الوقت الحالي، أكثر من نصف الأطفال ذوي الدخل المنخفض أو الذين يعيشون في المناطق الريفية يفشلون في إكمال تسع سنوات من التعليم.

### الجريمة والعنف
تعتبر منع الجريمة والعنف والأمن العام من القضايا الهامة بالنسبة للحكومات والمواطنين في أمريكا اللاتينية ومنطقة الكاريبي. ففي عام 2004 كان العنف هو السبب الرئيسي للوفاة في البرازيل، كولومبيا، فنزويلا، السلفادور، المكسيك وهندوراس. وتعتبر معدلات الجرائم في أميركا اللاتينية من بين أعلى المعدلات في العالم. ارتفعت معدلات الجرائم من بدايات الثمانينات حتى منتصف التسعينات بمقدار 50%. الأغلبية العظمى من الضحايا هم من الشباب، و69% منهم تتراوح أعمارهم بين 15 - 19 عامًا. يتفق الكثير من المحللين أن هذه الأزمة لا يمكن حلها بالسجن حتى يتم معالجة الفجوة بين الأغنياء والفقراء. ويقولون أن الزيادة في عدم المساواة الاجتماعية يغذي الجريمة في المنطقة. لكن لا شك في أنه في مثل هذا النهج فإنه لا يزال أمام دول أمريكا اللاتينية طريق طويل لتقطعه  البلدان الأعلى معدلات جرائم لكل 100,000 نسمة في السنة هي:
- غواتيمالا (57.9)
- السلفادور (49.1)
- فنزويلا (48)
- هندوراس (59)
- كولومبيا (33)
- بليز (30.8)
- البرازيل (25.7)
- جمهورية الدومينيكان (23.56)
- بورتوريكو (18.8)
- الإكوادور (16.9). [بحاجة لمصدر]

قتل أكثر من 500,000 شخص في البرازيل بسبب الأسلحة النارية بين عامي 1979 و2003. وتعتبر كوبا الأدنى لمعدل الجريمة في نصف الكرة الغربي.[هل المصدر موثوق به؟] وتعتبر هافانا أحيان أكبر مدينة سلمية في نصف الكرة الغربي.[هل المصدر موثوق به؟] ومن البلدان المنخفضة الجريمة نسبيًا هي الأرجنتين وتشيلي وكوستاريكا وأوروغواي.

## الاقتصاد

### معيار الاستهلاك، العيش، والبيئة

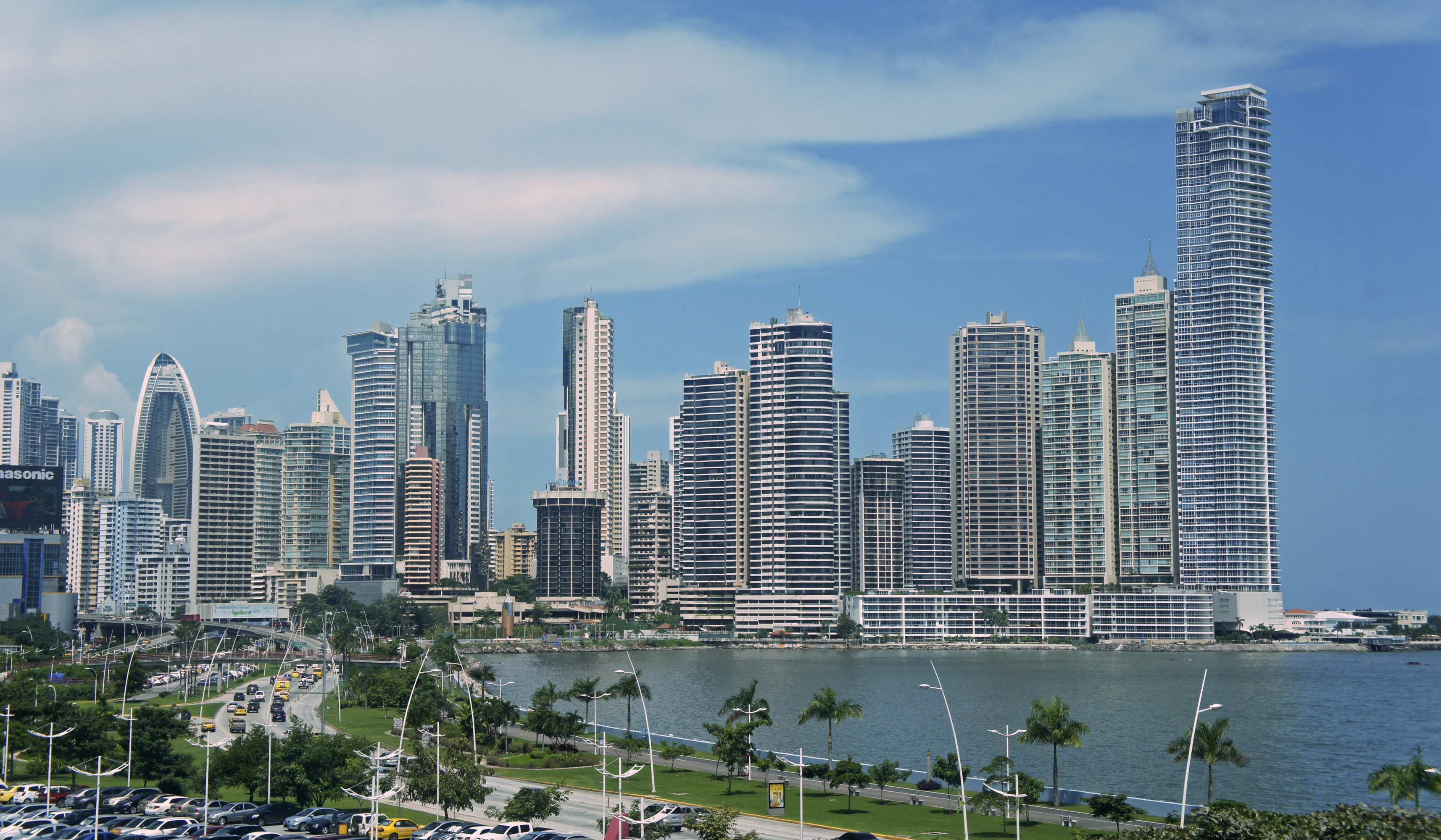
مدينة باناما.

وفقا لنشرة غولدمان ساكس (برهص - BRIC) للاقتصادات الناشئة، فإنه بحلول عام 2050 ستكون أكبر الاقتصادات في العالم كما يلي: الصين، الولايات المتحدة، الهند، البرازيل ثم المكسيك  وذلك على أساس نصيب الفرد من معظم بلدان أمريكا اللاتينية، بما في ذلك أكبرها (الأرجنتين، المكسيك، البرازيل، شيلي، بيرو، فنزويلا، وكولومبيا)، ويكون نصيب الفرد من الناتج المحلي الإجمالي أكبر من الصين في عام 2009. اعتبارا من عام 2010 تضيف أمريكا اللاتينية خمسة دول مصنفة على أنها ذات دخل مرتفع: الأرجنتين، شيلي، أوروغواي، المكسيك وبنما [بحاجة لمصدر]
الجدول التالي يسرد كافة البلدان في أمريكا اللاتينية ويبين قيمة الناتج المحلي الإجمالي - (ن م إ - GDP) للبلاد على أساس:
- تعادل القدرة الشرائية - (PPP).
- نصيب الفرد من الناتج المحلي الإجمالي موزون ليعادل القدرة الشرائية - (PPP).
- مقياس التفاوت من خلال معامل جيني (المعامل المرتفع أكثر تفاوتا في توزيع الدخل).
- مؤشر التنمية البشرية - (HDI).
- مؤشر الأداء البيئي - (EPI).
- معيار جودة المعيشة.

إن إحصائيات الناتج المحلي الإجمالي ومعادلة القدرة الشرائية للناتج المحلي الإجمالي تأتي من صندوق النقد الدولي مع البيانات اعتبارا من عام 2006. وكل من معامل جيني، مؤشر الفقر البشري للدول النامية (HPI - 1)، مؤشر التنمية البشرية، وكذلك عدد مستخدمي الإنترنت لكل فرد تأتي من ضمن برنامج الأمم المتحدة الإنمائي. عدد السيارات للفرد الواحد يأتي من قاعدة البيانات للأمم المتحدة UNData base. مؤشر EPI يأتي من مركز ييل للقانون والسياسة البيئية [الإنجليزية] ومؤشر جودة المعيشة يأتي من وحدة الاستخبارات الاقتصادية. تشير الخلايا الخضراء إلى رتبة الأولى في كل فئة، في حين الصفراء تشير إلى المرتبة الأخيرة.
| البلد               | الناتج المحلي الإجمالي (تعادل القوة الشرائية) (تقديرات 2010) مليار دولار أمريكي | الناتج المحلي الإجمالي لكل فرد (تعادل القوة الشرائية) (تقديرات 2010) دولار أمريكي | المساواة بالدخل (2000-2010) معامل جيني | مؤشر الفقر (2009) دليل الفقر البشري الأول HPI-1% | التنمية البشرية (2010) مؤشر التنمية البشرية HDI | الأداء البيئي (2010) EPI | نمو الناتج المحلي الإجمالي الحقيقي (2010) % | الانبعاثات لكل فرد (2008) طن من ثاني أكسيد الكربون |
| ------------------- | ------------------------------------------------------------------------------- | --------------------------------------------------------------------------------- | -------------------------------------- | ------------------------------------------------ | ----------------------------------------------- | ------------------------ | ------------------------------------------- | -------------------------------------------------- |
| الأرجنتين           | 632.223                                                                         | 15,603                                                                            | 48.8                                   | 3.7                                              | 0.775 (H)                                       | 61.0                     | 7.5                                         | 4.4                                                |
| بوليفيا             | 47.796                                                                          | 4,584                                                                             | 57.2                                   | 11.6                                             | 0.643 (M)                                       | 44.3                     | 4.0                                         | 1.3                                                |
| البرازيل            | 2,181.677                                                                       | 11,289                                                                            | 55.0                                   | 8.7                                              | 0.699 (H)                                       | 63.4                     | 7.5                                         | 1.9                                                |
| تشيلي               | 257.546                                                                         | 14,982                                                                            | 52.0                                   | 3.2                                              | 0.783 (H)                                       | 73.3                     | 5.0                                         | 4.4                                                |
| كولومبيا            | 429.866                                                                         | 9,445                                                                             | 58.5                                   | 7.6                                              | 0.689 (H)                                       | 76.8                     | 4.7                                         | 1.4                                                |
| كوستاريكا           | 51.130                                                                          | 10,732                                                                            | 48.9                                   | 4.6                                              | 0.725 (H)                                       | 86.4                     | 3.8                                         | 1.5                                                |
| كوبا                | 111.1                                                                           | 9,700                                                                             | —                                      | 4.7                                              | —                                               | 78.1                     | 1.4                                         | 2.7                                                |
| جمهورية الدومينيكان | 85.391                                                                          | 8,648                                                                             | 48.4                                   | 9.1                                              | 0.663 (M)                                       | 68.4                     | 5.5                                         | 2.0                                                |
| الإكوادور           | 113.825                                                                         | 7,952                                                                             | 54.4                                   | 7.9                                              | 0.695 (H)                                       | 69.3                     | 2.9                                         | 1.9                                                |
| إلسالفادور          | 43.640                                                                          | 7,442                                                                             | 46.9                                   | 14.6                                             | 0.659 (M)                                       | 69.1                     | 1.0                                         | 1.0                                                |
| غواتيمالا           | 69.958                                                                          | 4,871                                                                             | 53.7                                   | 19.7                                             | 0.560 (M)                                       | 54.0                     | 2.4                                         | 0.8                                                |
| هايتي               | 11.056                                                                          | 1,122                                                                             | 59.5                                   | 31.5                                             | 0.404 (L)                                       | 39.5                     | -8.5                                        | 0.2                                                |
| هندوراس             | 33.537                                                                          | 4,405                                                                             | 55.3                                   | 13.7                                             | 0.604 (M)                                       | 49.9                     | 2.4                                         | 1.1                                                |
| المكسيك             | 1,549.671                                                                       | 14,266                                                                            | 51.6                                   | 5.9                                              | 0.750 (H)                                       | 67.3                     | 5.0                                         | 3.8                                                |
| نيكاراغوا           | 17.269                                                                          | 2,970                                                                             | 52.3                                   | 17.0                                             | 0.565 (M)                                       | 57.1                     | 3.0                                         | 0.7                                                |
| بنما                | 43.725                                                                          | 12,398                                                                            | 54.9                                   | 6.7                                              | 0.755 (H)                                       | 71.4                     | 6.2                                         | 1.9                                                |
| باراغواي            | 31.469                                                                          | 4,915                                                                             | 53.2                                   | 10.5                                             | 0.640 (M)                                       | 63.5                     | 9.0                                         | 0.6                                                |
| بيرو                | 274.276                                                                         | 9,281                                                                             | 50.5                                   | 10.2                                             | 0.723 (H)                                       | 69.3                     | 8.3                                         | 1.2                                                |
| الأوروغواي          | 48.140                                                                          | 14,342                                                                            | 47.1                                   | 3.0                                              | 0.765 (H)                                       | 59.1                     | 8.5                                         | 2.3                                                |
| فنزويلا             | 346.973                                                                         | 11,889                                                                            | 43.4                                   | 6.6                                              | 0.696 (H)                                       | 62.9                     | -1.3                                        | 5.2                                                |
| المجموع             | 6,270.231                                                                       | 11,119                                                                            |                                        | 10.1                                             |                                                 | 76.2                     | 4                                           | 2.3                                                |

ملاحظات: (H) التنمية البشرية العالية; (M) التنمية البشرية المتوسطة; (L) التنمية البشرية المنخفضة

### التفاوت

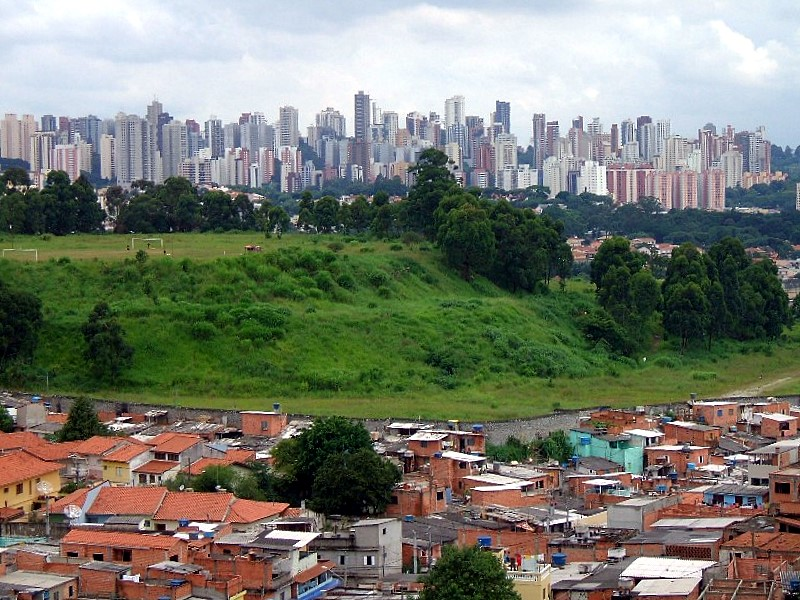
الأحياء الفقيرة في ضواحي المنطقة الحضرية للأثرياء في ساو باولو، البرازيل: مثال على انتشار الفقر في أميركا اللاتينية.

لا يزال الفقر إحدى التحديات الرئيسية في المنطقة، وفقا للجنة الاقتصادية لأمريكا اللاتينية والكاريبي فإن أمريكا اللاتينية هي أكثر المناطق تفاوتا في العالم. يؤدي التفاوت وعدم المساواة إلى تقويض إمكانات المنطقة الاقتصادية ورفاهية سكانها، لأنه يزيد من الفقر ويقلل من تأثير التنمية الاقتصادية الذي يحد من الفقر. لعدم المساواة والتفاوت في أمريكا اللاتينية جذور تاريخية عميقة كان من الصعب القضاء عليها منذ الاختلافات بين الهبات الأولية والفرص وبين الفئات الاجتماعية التي قيدت الحركة الاجتماعية للفقر، مما يجعل من الفقر أن ينتقل من جيل إلى آخر، لتصبح حلقة مفرغة. التفاوت الشديد متأصل في المؤسسات الاستثنائية استمر منذ العهد الاستعماري والتي أبقت النظم السياسية والاقتصادية مختلفة. وقد انتقل التفاوت عبر الأجيال لأن النظم السياسية لأمريكية اللاتينية تسمح للفئات الاجتماعية المختلفة الدخول في عملية صنع القرار، وتستجيب بطرق مختلفة لمجموعات الأقل حظا التي لديها تمثيل سياسي أقل قدرة في الضغط. التحرير الاقتصادي الحالي يلعب كذلك دورا بأنه ليس لكل فرد قادر على المساواة الاستفادة من فوائده. الاختلافات في الفرص والمنح تدور على أساس الانتماء العرقي والجنس. وهذه الاختلافات لها تأثير قوي على توزيع رأس المال والدخل والمكانة السياسية.
وفقا لدراسة أجراها البنك الدولي، فإن عشر أغنياء سكان أميركا اللاتينية يحصلون على 48% من إجمالي الدخل، بينما يحصل أفقر 10% من السكان يحصلون على 1.6% فقط من الدخل. في المقابل، في البلدان المتقدمة، أعلى عشر يتلقى 29% من إجمالي الدخل، في حين أن أدنى عشر يكسب 2.5%. البلدان ذات أعلى تفاوت في المنطقة (كما في قياس معامل جيني في تقرير الأمم المتحدة للتنمية ) في عام 2007 كما يلي:
- هايتي (59.5).
- كولومبيا (58.5).*بوليفيا (58.2).
- هندوراس (55.3).
- البرازيل (55.0).
- بنما (54.9).

في حين أن البلدان التي لديها أدنى التفاوت في المنطقة كما يلي:
- فنزويلا (43.4).
- أوروغواي (46.4).
- كوستاريكا (47.2).

وفقا لتقديرات البنك الدولي فإن أشد البلدان فقرا في المنطقة كانت (في عام 2008): هايتي، نيكاراغوا، بوليفيا، هندوراس. إن سوء تغذية يؤثر على 47% من الهايتيين، 27% من النيكاراغويين [الإنجليزية]، و 23% من البوليفيين و 22% من هندوراسيين [الإنجليزية].
وقد استجابت العديد من البلدان في أمريكا اللاتينية لارتفاع مستويات الفقر من خلال تنفيذ برامج جديدة للمساعدات الاجتماعية، أو تغيير القديمة منها، ومن الامثلة على هذه البرامج التحويلات النقدية المشروط. وتشمل البرنامج المكسيكي (Progresa Oportunidades)، والبرازيلي (Bolsa Escola) و (Bolsa Familia)، والتشيلي (Chile Solidario). وعموما، فإن هذه البرامج تقدم المال للأسر الفقيرة بشرط أن يتم استخدام تلك التحويلات باستثمار رأس المال البشري لأطفالهم، مثل الحضور المنتظم في المدارس والرعاية الصحية الأساسية الوقائية. الغرض من هذه البرامج هو وقف انتقال الفقر بين الأجيال وتعزيز الاندماج الاجتماعي من خلال استهداف الفقراء بشكل صريح، مع التركيز على الأطفال، وتقديم التحويلات إلى المرأة، وتغيير علاقات المسؤولية الاجتماعية بين المستفيدين وبين مقدمي الخدمات والحكومات. وقد ساعدت هذه البرامج في زيادة معدلات الالتحاق بالمدارس والحضور المنتظم، وأظهرت كذلك التحسن في الأوضاع الصحية للأطفال. ومعظم مشاريع النقل هذه يستفيد منها حوالي 110 مليون شخص في المنطقة، وتعتبر رخيصة نسبيا، وتقدر تكاليفه بنحو 0.5% من ناتجها المحلي الإجمالي.

### الكتل التجارية

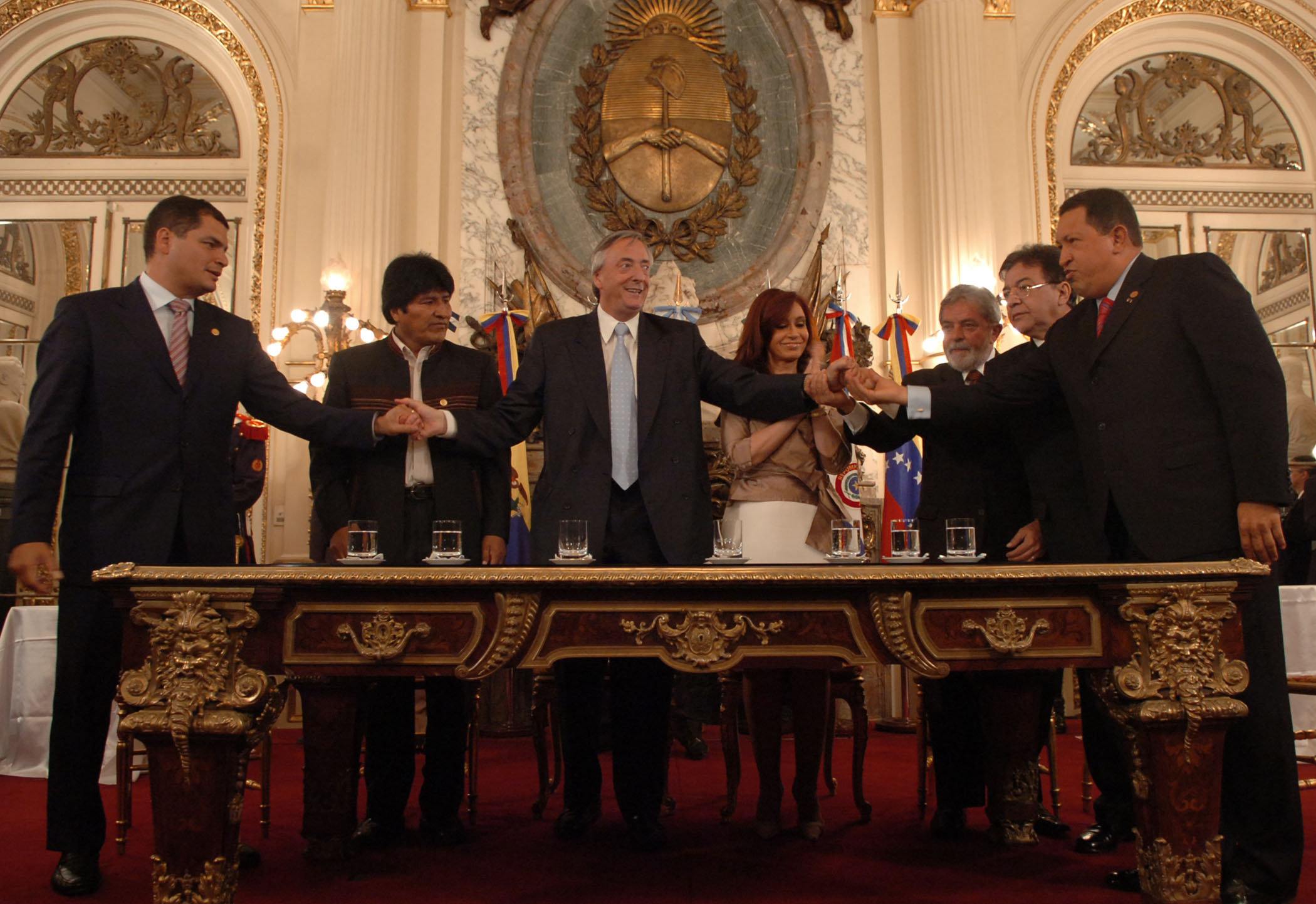
رفاييل كوريا، ايفو مورالس، نيستور كيرشنير، كرستينا فيرنانديز، لويس إيناسيو لولا دا سيلفا، نيكادور دوارتي فروتوس، وهوغو تشافيز عند توقيع ميثاق تأسيس بنك الجنوب.

الكتل التجارية الكبرى (أو الاتفاقيات) في المنطقة هي اتحاد دول أمريكا الجنوبية، ويتألف من ميركوسور متكامل و (CAN) - مجموعة دول الانديز. والكتل صغيرة أو الاتفاقات التجارة هي الأتفاقية التجارية الحرة - G3 [الإنجليزية]، اتفاقية التجارة الحرة لأمريكا الوسطى - الجمهورية الدومينيكية (DR - CAFTA)، ومجموعة الكاريبي (CARICOM). ومع ذلك فإن إعادة تشكيلات كبرى تجري على طول معارضة منهج التكامل والتجارة ؛ فقد انسحبت فنزويلا رسميا من كل من مجموعة دول الانديز والاتفاقية التجارية الحرة - G3 وكان القبول رسميا في ميركوسور (ريثما يتم التصديق عليه من المجلس التشريعي للباراغواي). وقد ظهرت نوايا الرئيس المنتخب للإكوادور في اتباع نفس المسار. هذه الكتلة تعارض اسميا أي اتفاق تجاري حر (FTA) مع الولايات المتحدة، على الرغم من أن أوروغواي قد أظهرت عزمها على خلاف ذلك. ومن الناحية الأخرى، فإن المكسيك عضو في اتفاقية التجارة الحرة لأمريكا الشمالية (NAFTA). وقد وقعت شيلي بالفعل اتفاقية للتجارة الحرة مع كندا، وتعتبر جنبا إلى جنب مع البيرو هما الدولتين الوحيدتين في أمريكا الجنوبية التي لديها اتفاقية للتجارة الحرة مع الولايات المتحدة. وتنتظر الحكومة الكولومبية في الوقت الحالي تصديقها من قبل مجلس الشيوخ الأمريكي.

### أكبر المدن الاقتصادية

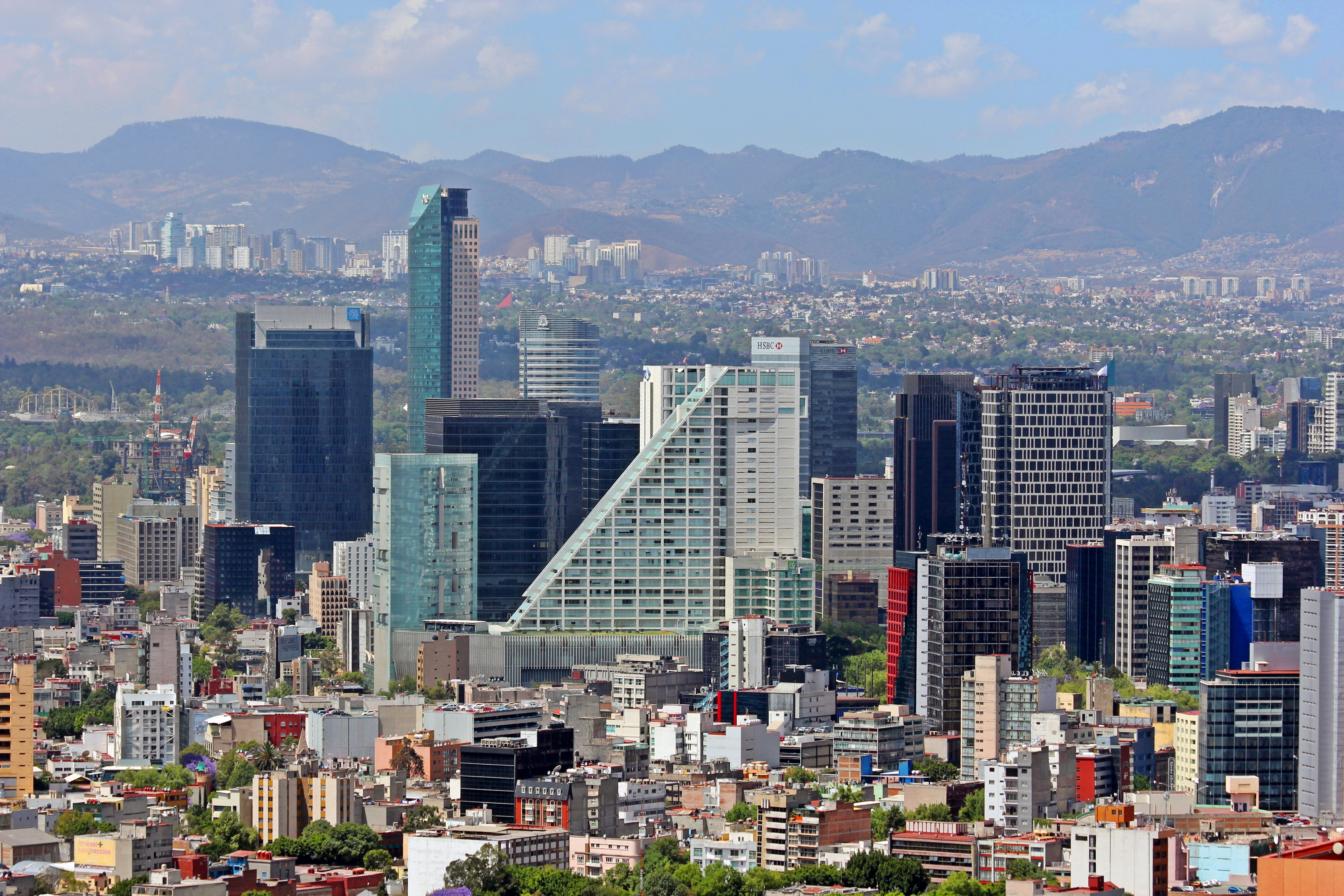
مدينة مكسيكو

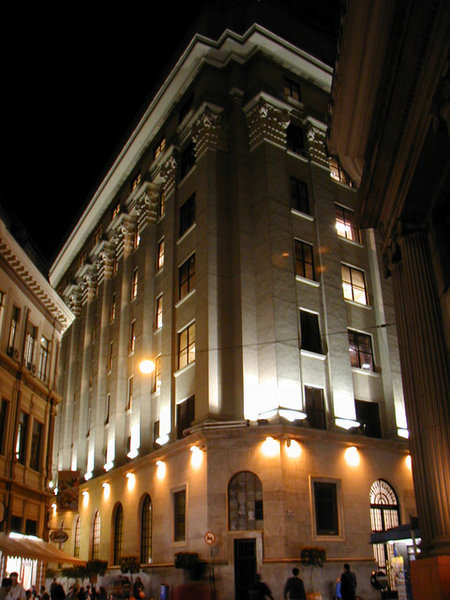
المقر الرئيسي لبورصة بوفيسبا في ساو باولو، أكبر بورصة في أميركا اللاتينية.

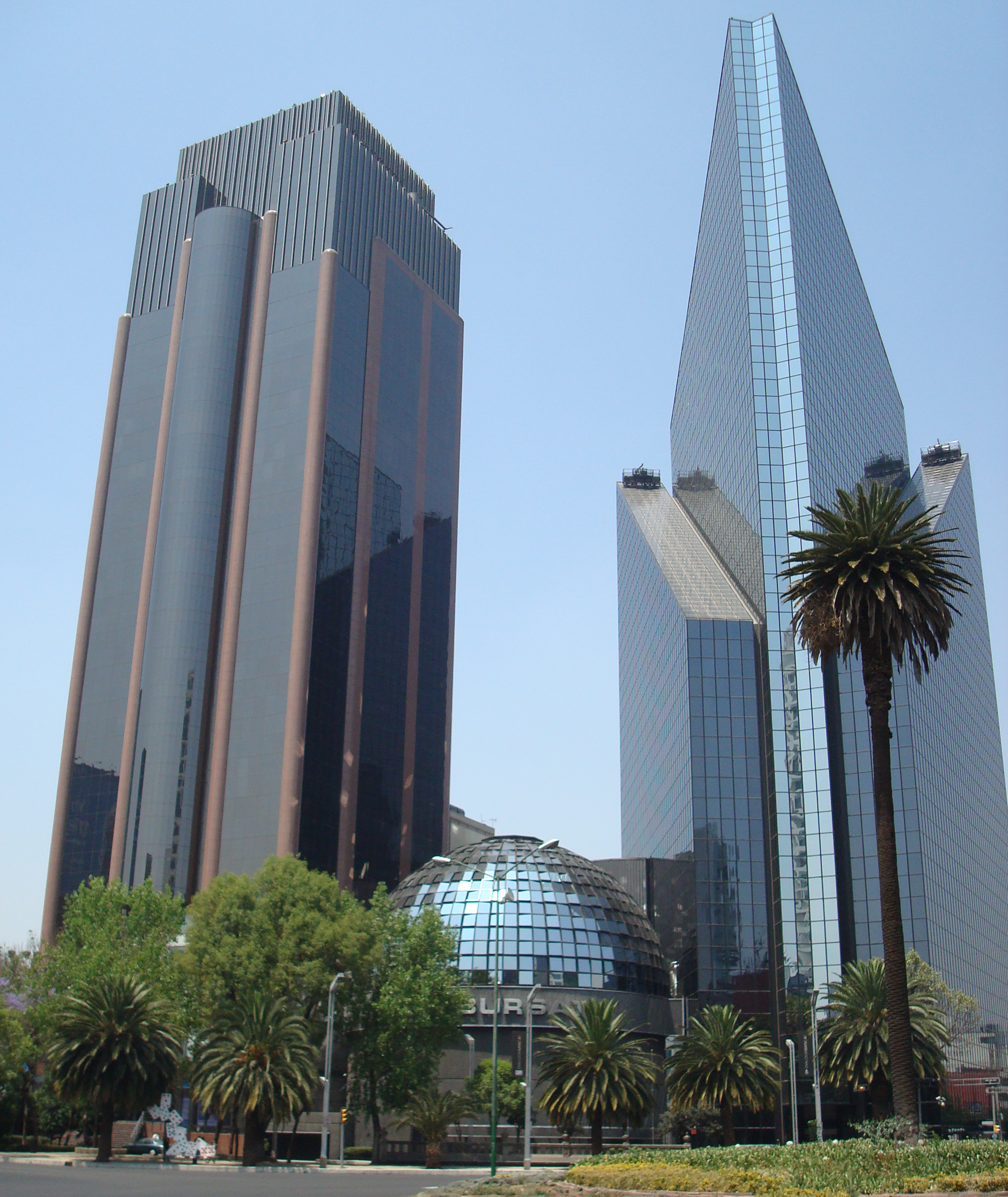
مبنى البورصة المكسيكي

يقدم الجدول التالي أرقام إجمالي الناتج المحلي المقدرة لأكبر المناطق الحضرية في أمريكا اللاتينية في عام 2008 وتوقعات الناتج المحلي الإجمالي لعام 2025.
| رتبة | المنطقة الحضرية | البلد     | الناتج المحلي الإجمالي (PPP) مليارات دولار | عدد سكان المنطقة عام 2006 ملايين | الناتج المحلي الإجمالي (PPP) لكل فرد دولار أمريكي |
| ---- | --------------- | --------- | ------------------------------------------ | -------------------------------- | ------------------------------------------------- |
| 1    | مدينة مكسيكو    | المكسيك   | 390                                        | 19.24                            | 20,300                                            |
| 2    | ساو باولو       | البرازيل  | 388                                        | 18.61                            | 20,800                                            |
| 3    | بوينس آيرس      | الأرجنتين | 362                                        | 13.52                            | 26,800                                            |
| 4    | ريو دي جانيرو   | البرازيل  | 201                                        | 11.62                            | 17,300                                            |
| 5    | سانتياغو        | تشيلي     | 120                                        | 5.70                             | 21,100                                            |
| 6    | بوغوتا          | كولومبيا  | 112                                        | 7.80                             | 15,800                                            |
| 7    | برازيليا        | البرازيل  | 110                                        | 3.48                             | 31,600                                            |
| 8    | ليما            | بيرو      | 109                                        | 8.35                             | 13,100                                            |
| 9    | مونتيري         | المكسيك   | 102                                        | 3.58                             | 28,500                                            |
| 10   | وادي الحجارة    | المكسيك   | 81                                         | 3.95                             | 20,500                                            |

ملاحظة: بيانات الناتج المحلي الإجمالي لعام 2008 في حين أن البيانات السكانية لعام 2006. تم الحصول على أرقام الناتج المحلي الإجمالي للفرد من خلال تقسيم هاتين المجموعتين من البيانات، وبالتالي فإن النتائج قد لا تعبر بدقة عن نصيب الفرد من الناتج المحلي الإجمالي لعام 2008.

### السياحة

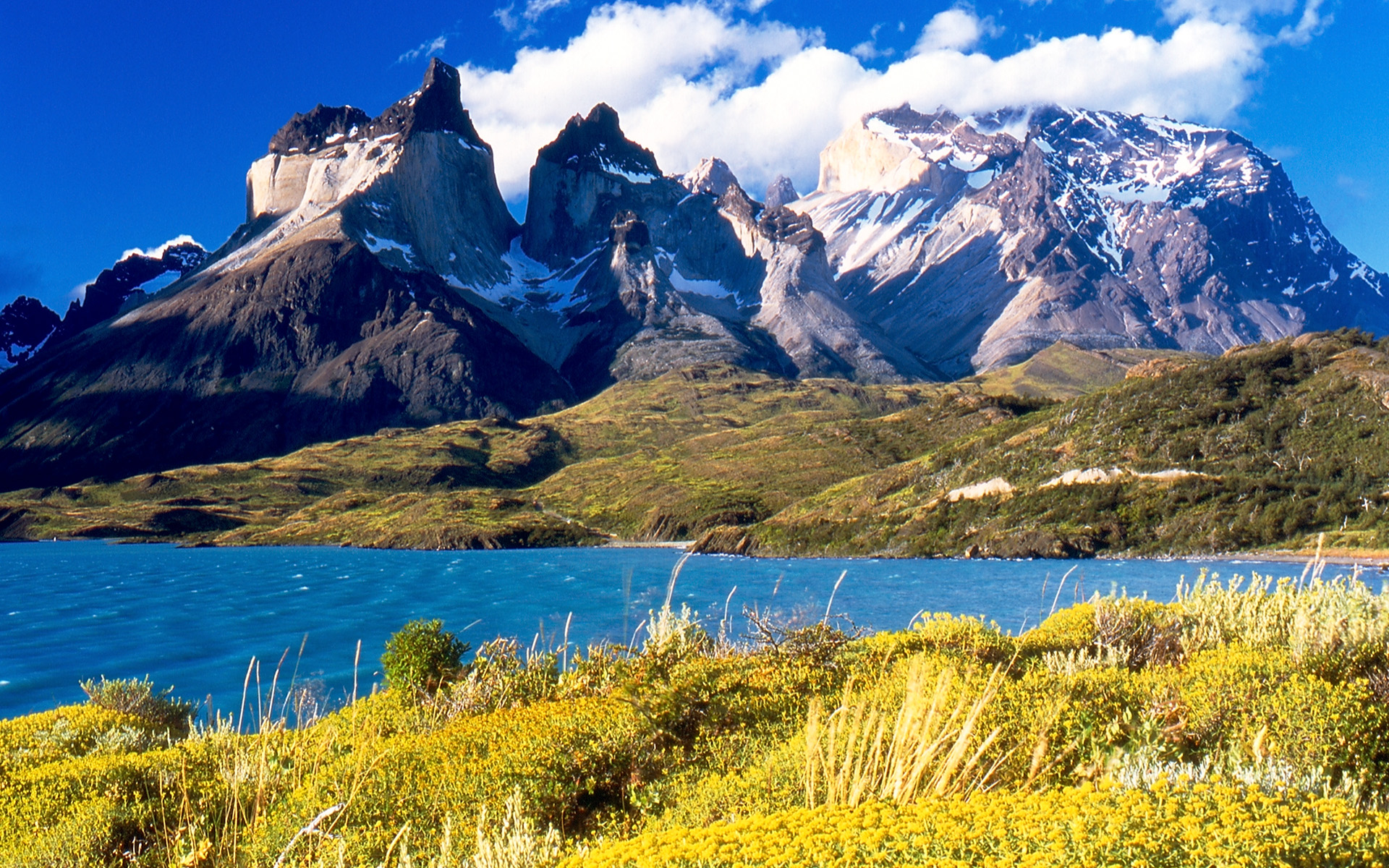
باتاغونيا

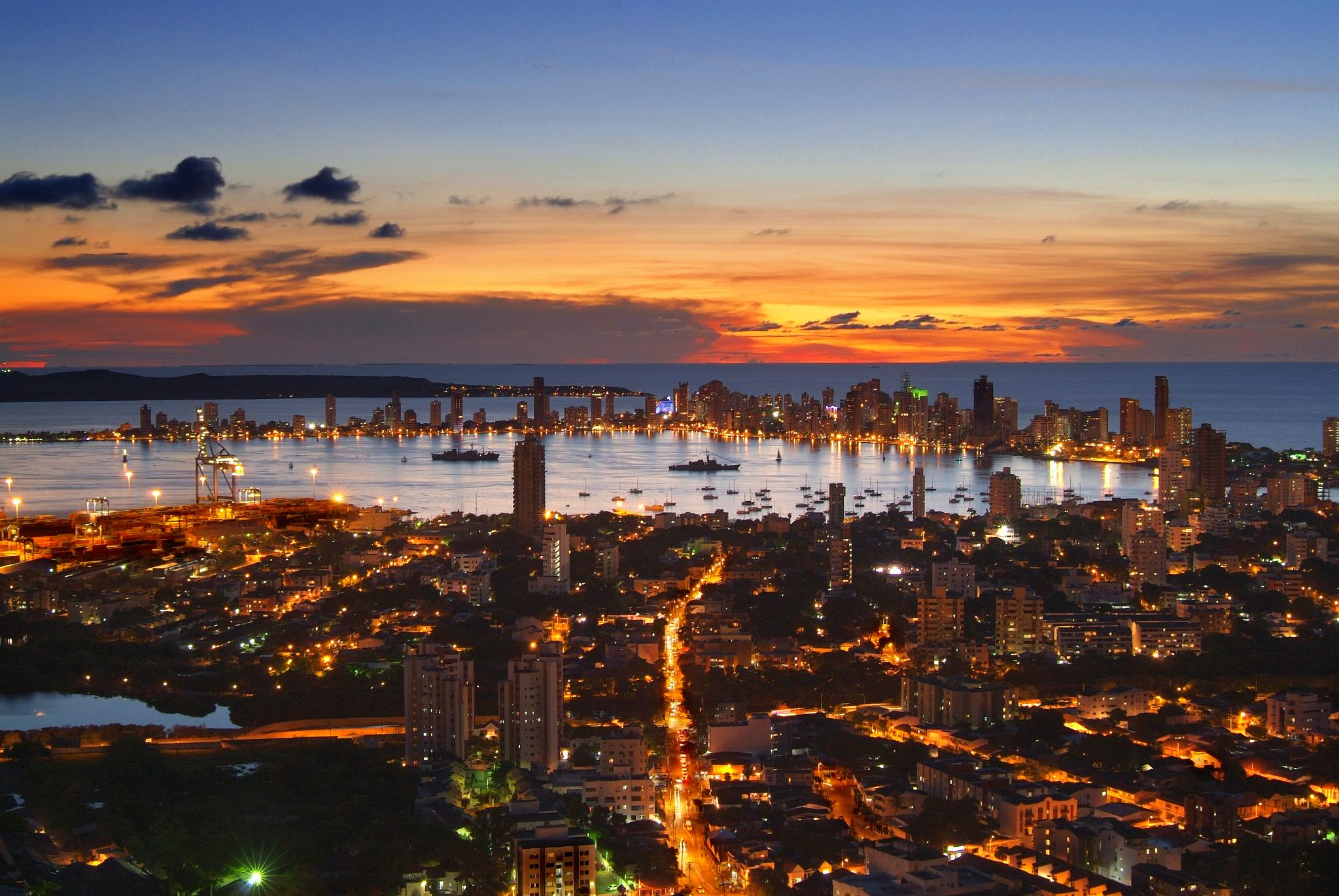
قرطاجنة، كولومبيا

ماتشو بيتشو

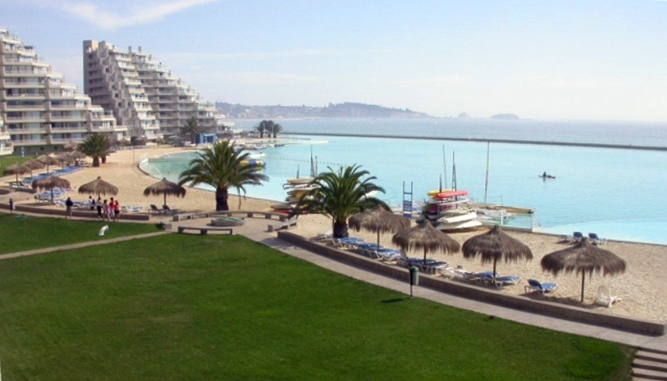
منتجع سان الفونسو ديل مار

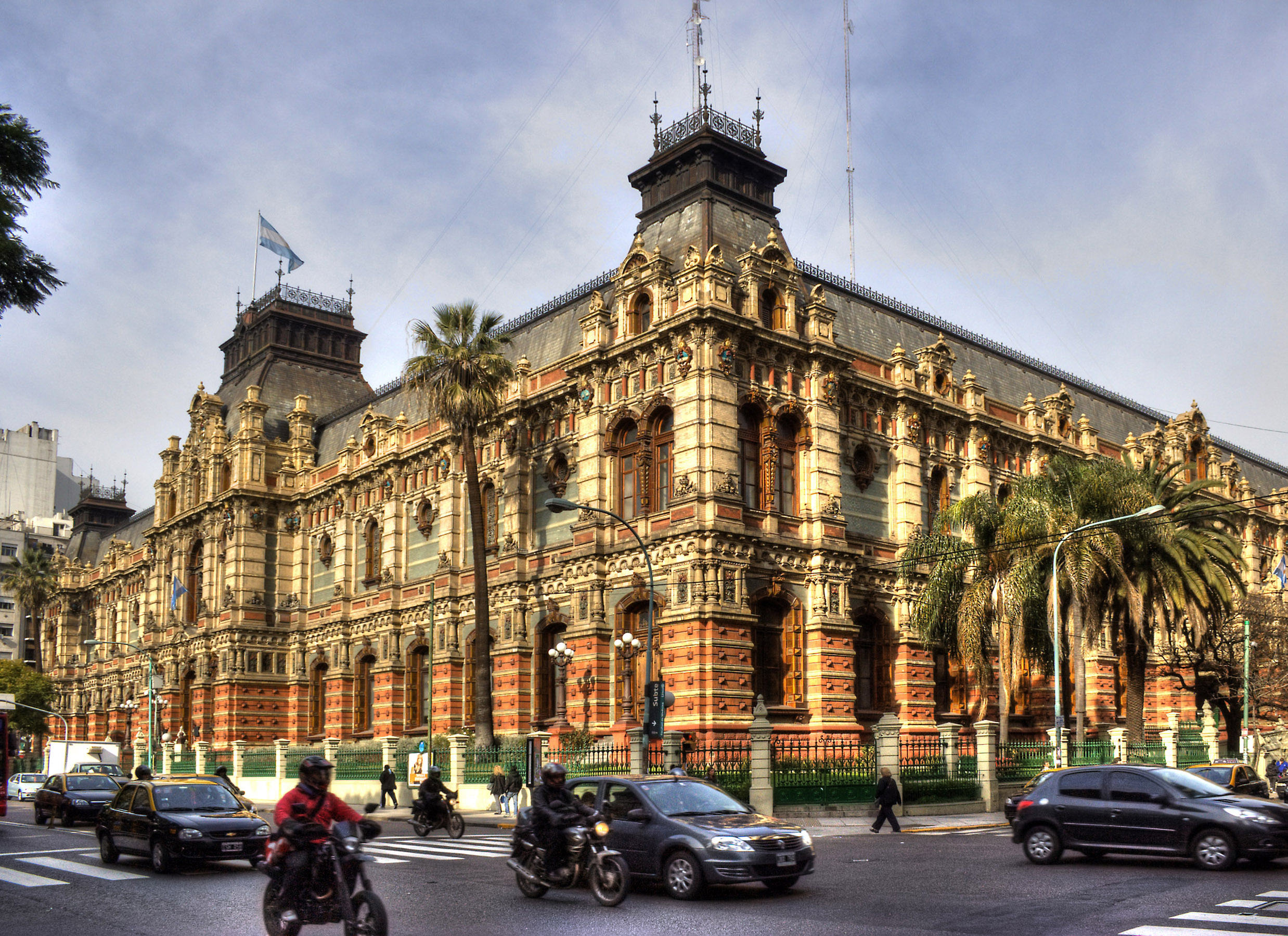
بوينس آيرس

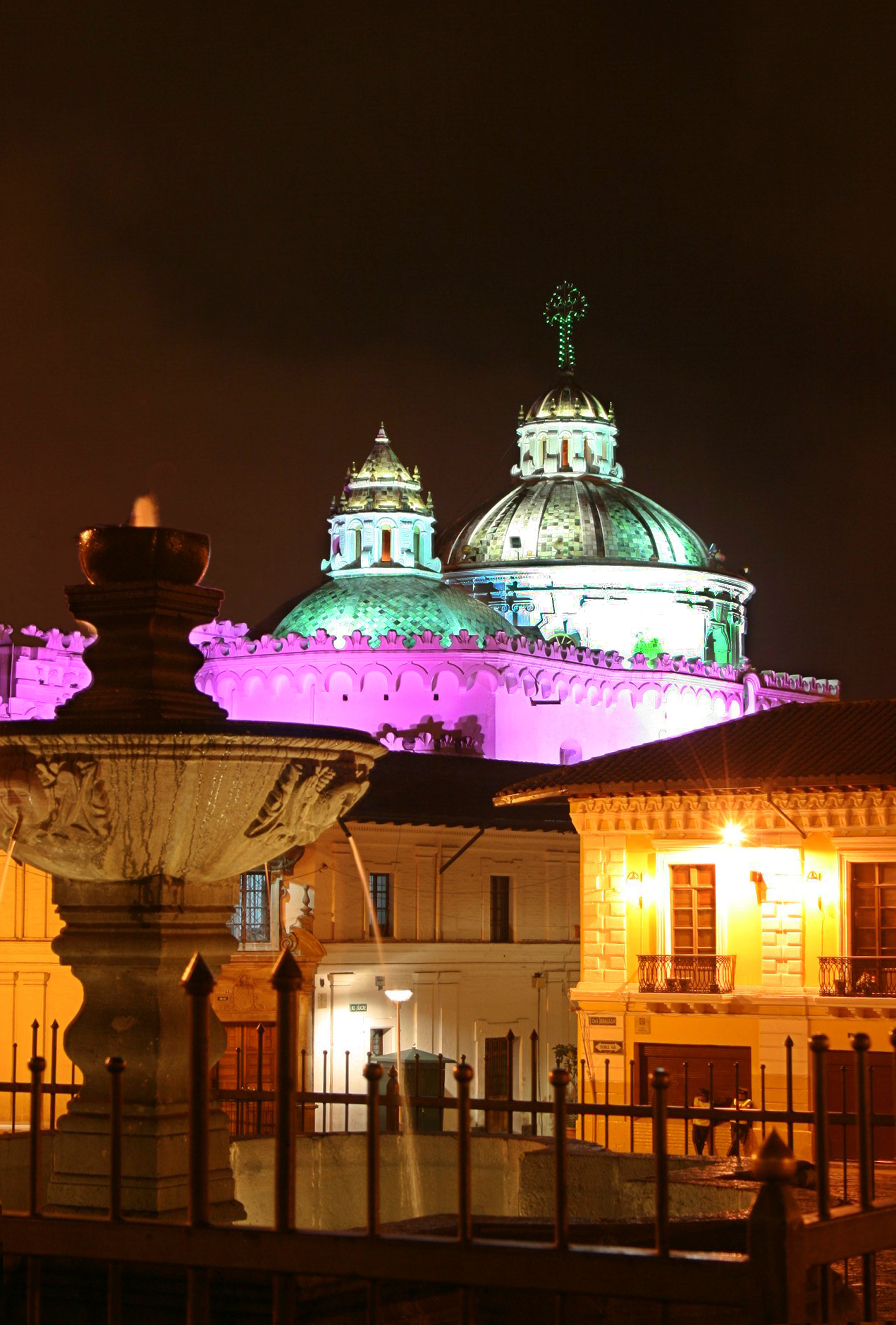
كيتو

الدخل من السياحة هو المفتاح لاقتصاد العديد من بلدان أمريكا اللاتينية.
- المكسيك تستقبل أكبر عدد من السياح الدوليين، بحصولها على 21.5 مليون زائر في عام 2009،
- البرازيل، 4.8 مليون نسمة.
- الأرجنتين، 4.3 مليون نسمة.
- الجمهورية الدومينيكية، 4.0 مليون نسمة.
- بورتوريكو، 3.5 مليون نسمة.
- شيلي، 2.8 مليون نسمة.[93] والأماكن السياحية التالية تحظى بشعبية كبيرة بين زوار من شتى أنحاء العالم:[بحاجة لمصدر]

| - كانكون - أرخبيل غالاباغوس - ماتشو بيتشو - تشيتشن إيتزا - قرطاجنة، كولومبيا - كابو سان لوكاس - اكابولكو - ريو دي جانيرو - سلفادور - جزيرة مارغريتا - ساو باولو | - سالار دو أويوني - بونتا دل ايستي - سانتو دومينغو - لابادي - سان خوان - هافانا - مدينة بنما - شلالات إجوازو - بويرتو فالارتا - بركان بوس حديقة وطنية [الإنجليزية] | - بونتا كانا - فينيا دل مار - مكسيكو سيتي - كيتو - بوغوتا - بوينس آيرس - ليما - ماسيو - فلوريانوبوليس - قوسقو - باتاغونيا |

| البلد               | السياح الدوليين الوافدين عام 2009 مليون | الدخل السياحي الدولي عام 2009 ملايين الدولارات الأمريكية | الدخل عن كل سائح (2)/(1) 2009 (دولار/سائح) | الدخل لكل فرد 2009 دولار أمريكي | الإيرادات كنسبة مئوية من صادرات السلع والخدمات 2003 | إيرادات السياحة كنسبة مئوية من الناتج المحلي الإجمالي 2003 | نسبة التوظيف & المباشر والغير مباشر في السياحة 2005 | التصنيف العالمي السياحي التنافسي TTCI [الإنجليزية] 2011 | مؤشر قيمة TTCI [الإنجليزية] 2011 |
| ------------------- | --------------------------------------- | -------------------------------------------------------- | ------------------------------------------ | ------------------------------- | --------------------------------------------------- | ---------------------------------------------------------- | --------------------------------------------------- | ------------------------------------------------------- | -------------------------------- |
| الأرجنتين           | 4,329                                   | 3,916                                                    | 905                                        | 96                              | 7.4                                                 | 1.8                                                        | 9.1                                                 | 60                                                      | 4.20                             |
| بوليفيا             | 671                                     | 279                                                      | 416                                        | 29                              | 9.4                                                 | 2.2                                                        | 7.6                                                 | 117                                                     | 3.35                             |
| البرازيل            | 4,802                                   | 5,305                                                    | 1,105                                      | 27                              | 3.2                                                 | 0.5                                                        | 7.0                                                 | 52                                                      | 4.36                             |
| تشيلي               | 2,750                                   | 1,568                                                    | 570                                        | 94                              | 5.3                                                 | 1.9                                                        | 6.8                                                 | 57                                                      | 4.27                             |
| كولومبيا            | —                                       | 1,999                                                    | —                                          | 44                              | 6.6                                                 | 1.4                                                        | 5.9                                                 | 77                                                      | 3.94                             |
| كوستاريكا           | 1,923                                   | 2,075                                                    | 1,079                                      | 488                             | 17.5                                                | 8.1                                                        | 13.3                                                | 44                                                      | 4.43                             |
| كوبا                | 2,405                                   | 2,080                                                    | 865                                        | 181                             | —                                                   | —                                                          | —                                                   | —                                                       | —                                |
| جمهورية الدومينيكان | 3,992                                   | 4,065                                                    | 1,018                                      | 421                             | 36.2                                                | 18.8                                                       | 19.8                                                | 72                                                      | 3.99                             |
| الإكوادور           | 968                                     | 663                                                      | 685                                        | 45                              | 6.3                                                 | 1.5                                                        | 7.4                                                 | 87                                                      | 3.79                             |
| إلسالفادور          | 1,091                                   | 319                                                      | 292                                        | 44                              | 12.9                                                | 3.4                                                        | 6.8                                                 | 96                                                      | 3.68                             |
| غواتيمالا           | 1,392                                   | 820                                                      | 589                                        | 61                              | 16.0                                                | 2.6                                                        | 6.0                                                 | 86                                                      | 3.82                             |
| هايتي*              | —                                       | —                                                        | —                                          | 12*                             | 19.4                                                | 3.2                                                        | 4.7                                                 | —                                                       | —                                |
| هندوراس             | 870                                     | 611                                                      | 702                                        | 78                              | 13.5                                                | 5.0                                                        | 8.5                                                 | 88                                                      | 3.79                             |
| المكسيك             | 21,454                                  | 11,275                                                   | 526                                        | 101                             | 5.7                                                 | 1.6                                                        | 14.2                                                | 43                                                      | 4.43                             |
| نيكاراغوا           | 932                                     | 346                                                      | 371                                        | 59                              | 15.5                                                | 3.7                                                        | 5.6                                                 | 100                                                     | 3.56                             |
| بنما                | 1,200                                   | 1,483                                                    | 1,236                                      | 441                             | 10.6                                                | 6.3                                                        | 12.9                                                | 56                                                      | 4.30                             |
| باراغواي            | 439                                     | 112                                                      | 255                                        | 16                              | 4.2                                                 | 1.3                                                        | 6.4                                                 | 123                                                     | 3.26                             |
| بيرو                | 2,140                                   | 2,046                                                    | 956                                        | 69                              | 9.0                                                 | 1.6                                                        | 7.6                                                 | 69                                                      | 4.04                             |
| الأوروغواي          | 2,055                                   | 1,311                                                    | 638                                        | 375                             | 14.2                                                | 3.6                                                        | 10.7                                                | 58                                                      | 4.24                             |
| فنزويلا             | —                                       | 788                                                      | —                                          | 29                              | 1.3                                                 | 0.4                                                        | 8.1                                                 | 106                                                     | 3.46                             |

- ملاحظة (1): هايتي، التي تحمل علامة * ليس لديها بيانات إحصائية متوفرة لعام 2009 أو 2011. هذه البيانات للأغراض المرجعية فقط (2003 لهايتي).[96]
- ملاحظة (2): الظل الأخضر يدل على البلاد لأفضل مؤشر. الظل الأصفر يدل على البلاد ذات الأداء الأدنى لهذا المؤشر.

## الثقافة
تعتبر ثقافة أمريكا اللاتينية مزيج من عدة تعبيرات ثقافية من مختلف أنحاء العالم. ونتج عن ذلك مؤثرات متنوعة كثيرة:
- ثقافات الهنود الحمر للناس الذين عاشوا في القارة قبل وصول الأوروبيين. وقد طورت الحضارات القديمة المتقدمة جدا نظمها السياسية والاجتماعية والدينية. ومن الأمثلة على ذلك المايا، الآزتيك والإنكا.
- الحضارة الغربية، ولا سيما الثقافة الأوروبية، وبصورة رئيسية من قبل القوى الاستعمارية - الإسبانية، البرتغالية والفرنسية - بين القرنين 16 و 19. وأكثر النفوذ الاستعمارية الأوروبية ثباتا واستقرارا هي اللغة والكاثوليكية الرومانية. في الآونة الأخيرة، جاءت تأثيرات ثقافية إضافية من الولايات المتحدة وأوروبا خلال القرنين التاسع عشر والعشرين، وذلك بسبب التأثير المتزايد سابقا على الساحة العالمية والهجرة بعد ذلك. ونفوذ الولايات المتحدة قوي بشكل خاص في شمال أمريكا اللاتينية، وخاصة في بورتوريكو، والتي تعتبر أراضي للولايات المتحدة. بالإضافة إلى ذلك، سيطرت الولايات المتحدة على منطقة قناة بنما في بنما في الفترة من 1903 (افتتحت قناة بنما لحركة الشحن عبر المحيطات في عام 1914) وحتى 1999، عندما معاهدات توريخوس كارتر استعادة السيطرة البنمية في منطقة القناة. وشهدت منطقة جنوب أمريكا موجات من هجرة الأوروبيين، خصوصا الإيطاليين والإسبان والبرتغالية والالمان. مع نهاية الاستعمار، استطاعت الثقافة الفرنسية على التأثير المباشر في أميركا اللاتينية، لا سيما في مجالات الثقافة الراقية والعلوم والطب.[97] ويمكن ملاحظة ذلك في مظاهر تقاليد المنطقة الفنية، بما في ذلك الرسم والأدب والموسيقى، وفي مجالات العلوم والسياسة.
- الثقافة الأفريقية وجودها مستمد من التاريخ الطويل من عبودية العالم الجديد. وقد أثرت الشعوب ذات الأصل الأفريقي في الأعراق الجنسية في أمريكا اللاتينية ومنطقة البحر الكاريبي. ويظهر هذا على سبيل المثال في الرقص، والدين، ولا سيما في بلدان مثل بليز، البرازيل، هندوراس، بورتوريكو، فنزويلا، كولومبيا، بنما، هايتي، كوستاريكا، جمهورية الدومينيكان وكوبا.

### الفن

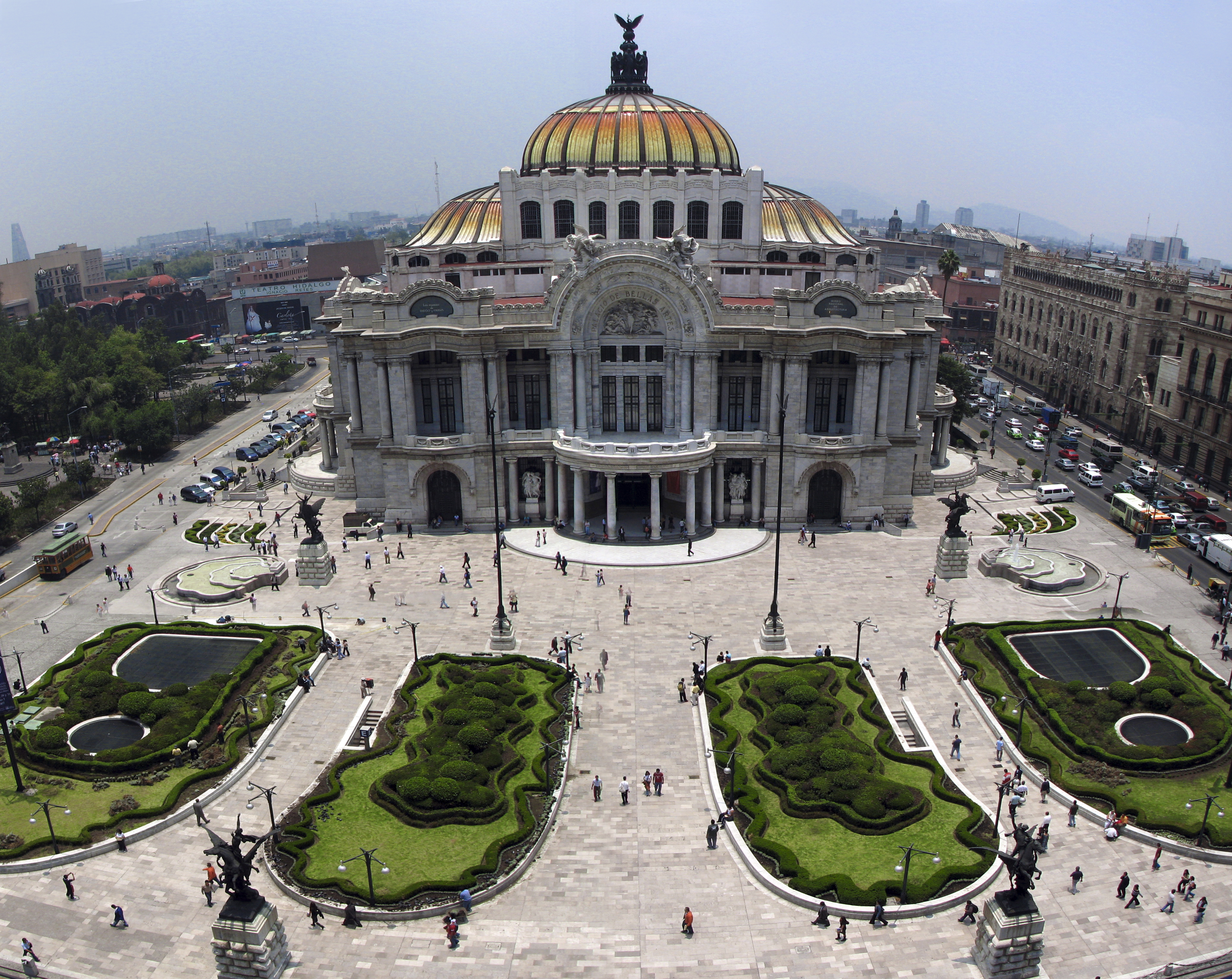
قصر الفنون الجميلة في مدينة مكسيكو، الذي بني في أوائل القرن 20.

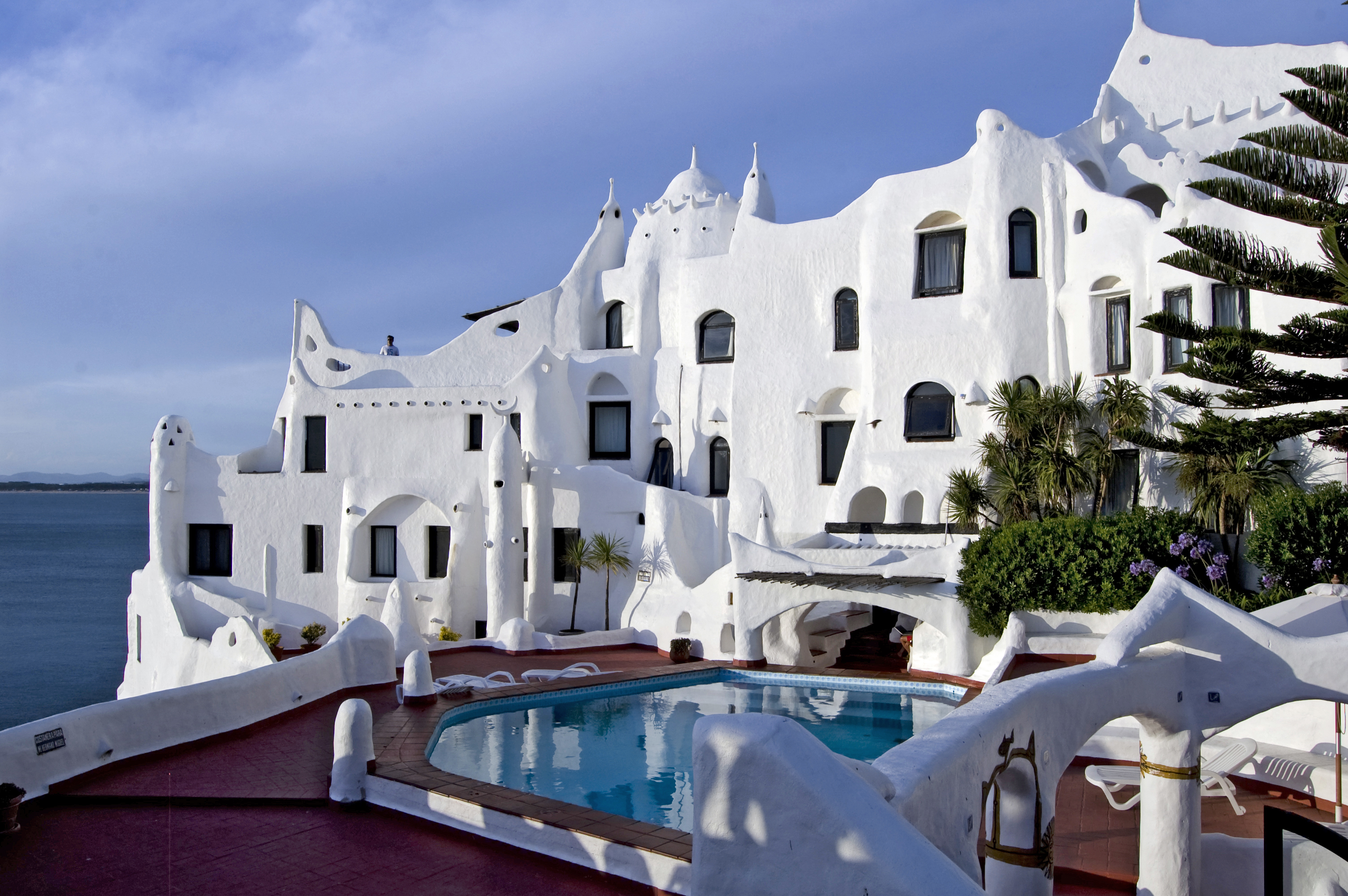
كاسابوبلو، قلعة النحت لكارلوس بايز فيلارو بالقرب من بونتا دل استي، أوروغواي.

علاوة على التقليد العريق لفن السكان الأصليين، فإن تطور الفن المرئي لأميركا اللاتينية يعود بالفضل للتأثير الإسباني، البرتغالي والفرنسي في الرسم الباروكي، والذي بدوره غالبًا ما يتبع اتجاهات الأساتذة الإيطالية. وعموما، بدأت هذه النظرة الأوروبية الفنية تتلاشى في أوائل القرن العشرين، كما بدأ الأميركان اللاتينيين بالاعتراف بتفرد حالتهم وبدأوا بإتباع مساراتهم.
من أوائل القرن العشرين، استلهمت أمريكا اللاتينية الفنون بشكل كبير من الحركة البنائية. تأسست الحركة البنائية في روسيا تقريبا عام 1913 من قبل فلاديمير تاتلين. انتشر هذه الحركة بشكل سريع من روسيا إلى أوروبا ومن ثم إلى أميركا اللاتينية. يعود الفضل لكل من خواكين توريس غارسيا [الإنجليزية] ومانويل رندون [الإنجليزية] لنقل الحركة البنائية إلى أمريكا اللاتينية من أوروبا.
وقد ولدت حركة فنية هامة في أمريكا اللاتينية الا وهي الفن الجداري ممثلة بواسطة كل من دييغو ريفيرا، دافيد الفارو سكويروس، خوسيه كليمنتي أوروزكو وروفينو تامايو من المكسيك وسانتياغو مارتينيز ديلجادو وبيدرو نيل غوميز [الإنجليزية] من كولومبيا. وبعض الأعمال للفن الجداري الأكثر إثارة للإعجاب في المكسيك، كولومبيا، نيويورك ستي، سان فرانسيسكو، لوس انجلوس وفيلادلفيا.
تعتبر الرسامة فريدا كاهلو، واحدة من أكثر الفنانين المكسيكيين شهرة، فقد كانت رسوماتها حول حياتها الخاصة والثقافة المكسيكية في أسلوب يجمع بين الواقعية والرمزية والسريالية. تعتبر أعمال كاهلو الأعلى سعرا في مبيعات اللوحات في جميع أنحاء أمريكا اللاتينية.
وكذلك النحات والرسام الكولومبي فرناندو بوتيرو معروف على نطاق واسع من جانب أعماله التي لوحظ فيها المبالغة في ضخامة الشخصيات البشرية والحيوانية.